# Irkutsk
Irkutsk (rusky Иркутск) je město v Rusku. Nachází se v jihovýchodní Sibiři na řece Angaře zhruba 70 km od jejího výtoku z Bajkalského jezera, u ústí řeky Irkut (odtud název města). Je centrem rozlehlé Irkutské oblasti a důležitou stanicí na Transsibiřské magistrále. Jedná se o 6. největší sídlo Sibiře. Žije zde přibližně 624 tisíc obyvatel, v přilehlé aglomeraci až 1,1 milionu.

## Název
Název je odvozen od řeky Irkut, poblíž které vznikla roku 1661 Irkutská pevnost. Na nákresu ruského kartografa S. U. Remezova z roku 1701 je místo označeno jako Irkutské město (град Иркуцкой).
Samotné hydronymum Irkut se vykládá mnohými způsoby, obyčejně se mu přisuzuje mongolsko-burjatský původ a významy jako síla, energie, kroutit se, vrtět se, otáčet se. Nejpravděpodobnější je varianta původu z etnonyma Yrchu (Ырху), které je v různých variantách jako Irkut, Irgut, Irkyt rozšířeno u Burjatů a jiných národů. Mongolsky a burjatsky se řeka i město nazývají Erchuu (Эрхүү).
V období carského Ruska se název města zapisoval jako Иркуцкъ.
V roce 1931 po návštěvě Vorošilova vznikly plány přejmenovat město na Vorošilovsk, avšak z tohoto záměru sešlo.

## Historie

### 17. století

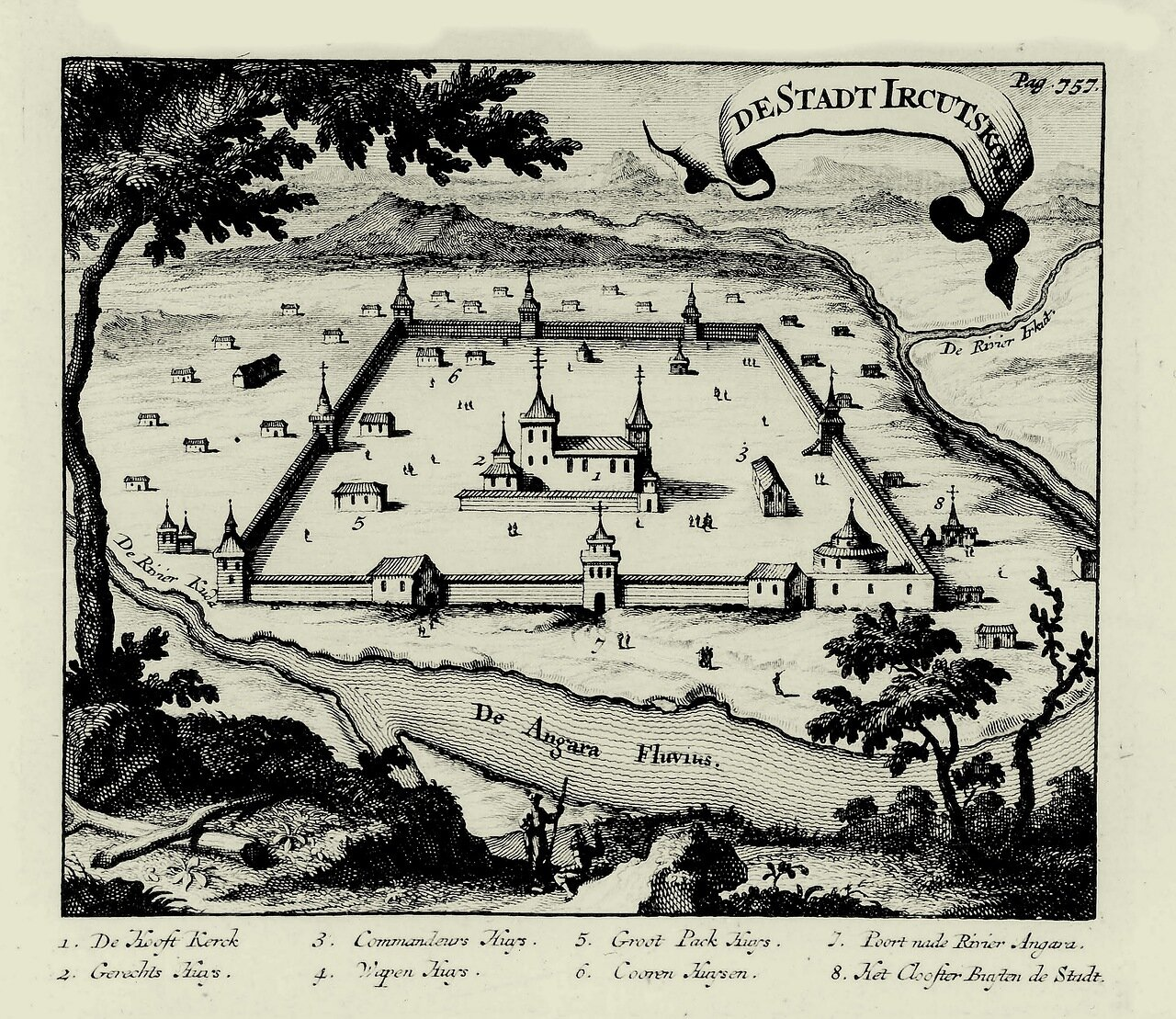
Irkutský kreml roku 1697

Za počátek dějin Irkutsku je považován 6. červen 1661, kdy na místě nynějšího města založil oddíl Jakova Pochabova na rozkaz jenisejského vévody pevnost. Objevitel a kolonizátor Sibiře Jakov Pochabov je tak považován za zakladatele města, v místě původní pevnosti dnes stojí veliká Pochabovova socha. Místo bylo zvoleno jednak pro svou vhodnost k provozování zemědělství a pastevectví, jednak pro možnost dopravního využití řeky Angary (dostupnost Jeniseje a Bajkalu).
Okolí pevnosti začalo být záhy osidlováno. Roku 1672 byl postaven první dřevěný kostel (Spasský chrám) a zároveň založen mužský Vozněsenský klášter, v roce 1689 následoval ženský Znamenský klášter.
Od roku 1682 se stala pevnost centrem Irkutského vévodství, pod které spadaly všechny pevnosti Přibajkalska. Status města získal Irkutsk 1686. Po podepsání rusko-čínské Něrčinské smlouvy nastal velký rozvoj vzájemného obchodu, přičemž obchodní karavany začaly proudit právě přes Irkutsk. Ze Sibiře se do Číny vyvážely především kožešiny, do Ruska potom mířil čaj, cukr a tkaniny.
Roku 1692 vyšla v Amsterodamu kniha nizozemského politika a cestovatele Nicolaese Witsena o „Severním a Východním Tatarsku“, kam zahrnoval také Irkutsk:
| „ | Město Irkutské, rozkládající se přibližně osm mil od břehů Bajkalského moře, bylo postaveno před několika lety; je obehnáno pevnými dřevěnými věžemi a má velké předměstí… Země je tam velmi úrodná, mnozí Moskevci se zde usadili… V tomto kraji jsou velmi častá zemětřesení… Ve městě, opevněném, se nachází dům velitele, také zbrojnice a radnice; posádka se zdržuje v pevnosti, ale vojáci žijí mimo její zdi. V pevnosti je svobodná osada… | “ |

V roce 1700 zde žilo 1000 lidí, z toho 409 kozáků a 110 osadníků.

### 18. století

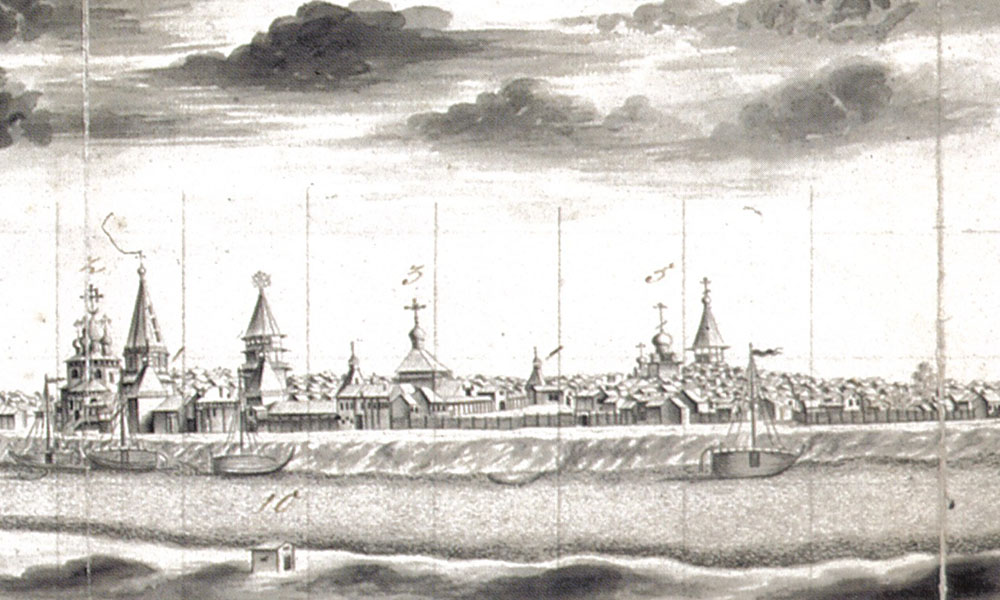
Irkutský kreml v roce 1735

V roce 1719 se Irkutsk stal centrem Irkutské provincie v rámci Sibiřské gubernie. Roku 1725 ve městě pobývala Kamčatská expedice pod vedením Beringa. První manufakturu na zpracování železa zde otevřel kupec Lanin roku 1730, 1747 jeden z osadníků otevřel první sklárnu a textilku. V polovině 18. století byl Irkutsk napojen na tzv. Sibiřský trakt.
Díky liberalizaci obchodu s kožešinami v po roce 1762 došlo k obrovskému rozmachu obchodování s Čínou, město bohatlo a rozrůstalo se. Mezi nejvýznamnější kupecké rodiny patřili Basninci, Trapeznikovci či Dudorovští. Věhlasným se stal také irkutský kupec Grigorij Ivanovič Šelechov, mořeplavec a obchodník, který se zasloužil o ruskou kolonizaci Aljašky. Irkutští kupci hráli v předsovětské historii města vždy velkou roli, díky jejich štědrosti ve městě vyrostly četné kostely, chudobince, nemocnice, školy, divadla a knihovny.
Roku 1764 vznikla Irkutská gubernie. Požár roku 1775 téměř zcela zničil centrum města. V roce 1791 se v Irkutsku 2 měsíce nacházel jeden z prvních sibiřských vyhnanců, sociální reformátor Alexandr Nikolajevič Radiščev, který dostal trest vyhnanství na Sibiř za publikaci své knihy Cesta z Petrohradu do Moskvy.
V 18. století v Irkutsku vyrostla řada chrámů v unikátním stylu sibiřského baroka.

### 19. století

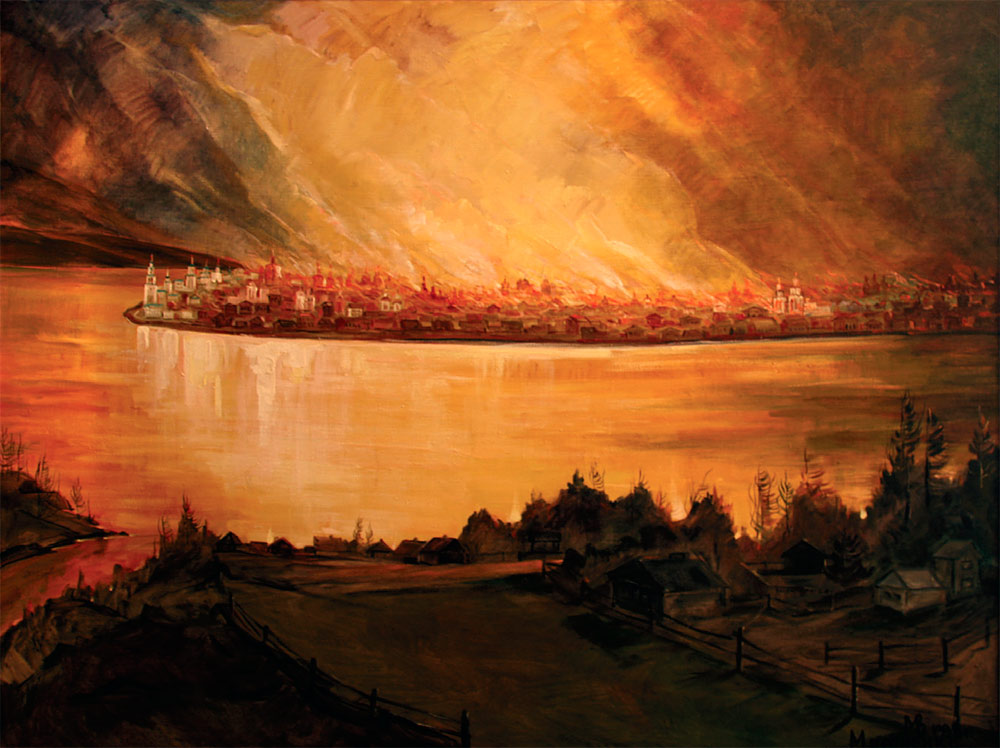
Veliký požár města roku 1879

Roku 1826 do města přišli první vyhnaní děkabristé, kteří město výrazně kulturně pozvedli. Po odpykání trestu nucených prací bylo knížatům Sergeji Petroviči Trubeckému a Sergeji Grigorjeviči Volkonskému povoleno usadit se ve městě, v jejich domech dnes sídlí Irkutské muzeum děkabristů.
Po Listopadovém povstání v Polsku přišlo do Irkutsku mnoho nuceně vysídlených Poláků. Ve městě tak dodnes stojí dva katolické chrámy a existuje zde katolická komunita.
První parník Imperátor Nikolaj I. připlul do města roku 1844. V této době se také začala rozvíjet těžba zlata v oblasti. Od roku 1864 bylo město telegraficky spojeno s Petrohradem.
V roce 1866 bylo v Irkutsku souzeno 683 účastníků bajkalského povstání polských vysídlenců.
Mezi 22. a 24. červnem 1879 zuřil ve městě požár, který zničil prakticky celé historické centrum. Uhořelo 11 lidí, tisíce zůstaly bez přístřeší. Shořelo muzeum, knihovna Geografické společnosti i archiv gubernie. Obnova města probíhala až do konce 80. let.
Roku 1890 navštívil město carevič Nikolaj.
V roce 1897 proběhlo první kinematografické představení. Roku 1899 začala fungovat veřejná omnibusová doprava.
Velmi důležitou událostí byl příjezd prvního vlaku budované Transsibiřské magistrály roku 1898. Železnice s sebou přinesla nový rozvoj průmyslu a způsobila prudký růst počtu obyvatel.

### Revoluce

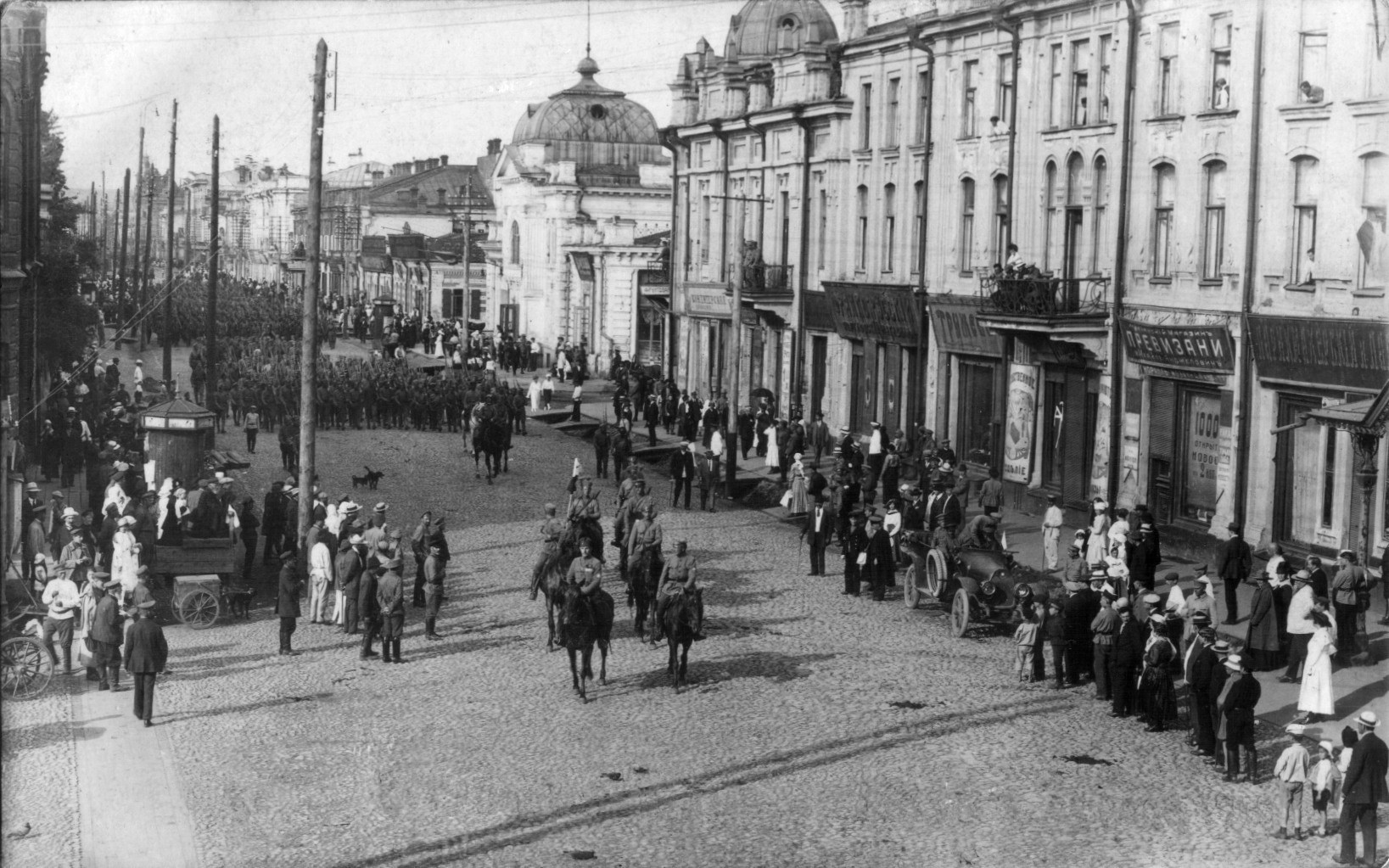
Českoslovenští legionáři v ulicích Irkutsku

S rozvojem počtu obyvatel se prohlubovaly sociální rozdíly mezi chudými a bohatými. To se projevilo již roku 1903 tvrdě potrestanou stávkou železničářů. Během revoluce roku 1905 vypukla ve městě generální stávka pracujících a služebných, která byla ukončena až s příchodem armády. K nepokojům došlo i v roce 1908, když byl slavnostně otevírán památník Alexandru III.
Na fronty 1. světové války bylo odvedeno přes 10 tisíc obyvatel Irkutsku.
V březnu 1917 byl gubernátor a jiní vysocí policejní a administrativní představitelé zbaveni funkcí. V prosinci došlo k devítidenním bojům mezi rudými gardami a armádou, při kterým zahynulo přes 300 lidí. Výsledkem bylo ustavení sovětské moci.
V květnu 1918 po vítězných bojích u Marjanovky, Mariinska, Zlatoústu a před Irkutskem, byli českoslovenští legionáři zastaveni před městem spojeneckými veliteli.
V noci na 11. června 1918 rudí dobrovolně opustili Irkutsk, ve dne potom do města vpochodovaly oddíly československých legionářů a spolu s nimi představitelé bělogvardějské správy.
V listopadu 1919 se do Irkutsku přesunul bělogvardějský vůdce Alexandr Vasiljevič Kolčak se svou vládou. V lednu 1920 však došlo ve městě k převratu, Kolčak byl zajat a v únoru na břehu říčky Ušakovky v blízkosti Znamenského kláštera zastřelen. Dnes stojí na místě Kolčakovův pomník.
7. března 1920 do města vpochodovala Rudá armáda a pro město tím revoluční peripetie skončily.

#### Jaroslav Hašek

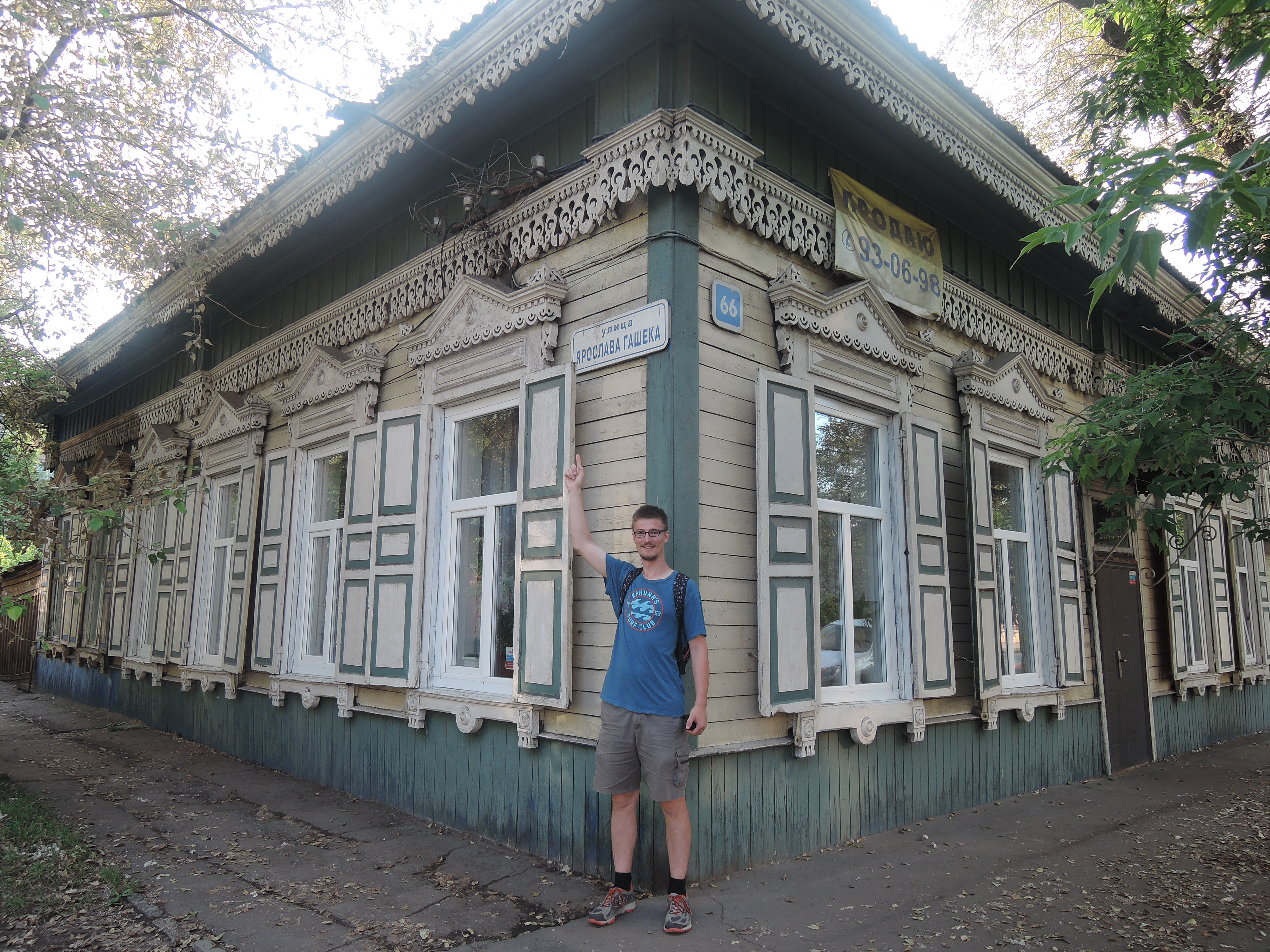
Ulice Jaroslava Haška v Irkutsku

Jaroslav Hašek přišel do Irkutsku 6. června 1920 jako vedoucí zahraničního oddělení politického oddílu páté armády. Pobýval zde celé 3 měsíce, z Irkutska potom odjel domů do Československa. Pracoval v knihovně v budově bývalého hotelu Modern (dnes je na zdi pamětní deska).
Napsal zde několik článků pro místní noviny Moc práce (dnes Východosibiřská pravda), pracoval také jako redaktor místních německých a maďarských novin. Nejspíše zde založil také první burjatské noviny Uur. Burjatsky sice neuměl, ale sehnal si překladatele. Pro potřeby těchto novin vymyslel údajně také pro burjatštinu písmo.
Během pobytu byl přijat na Irkutskou státní univerzitu ke studiu čínštiny a japonštiny, není však prokázáno, že by na studia kdy nastoupil.
Dnes jsou v Irkutsku dvě pamětní desky připomínající Haška (Marxova a Haškova ulice), je po něm pojmenována ulice (Ярослава Гашека), existuje zde restaurace U Švejka (У Швейка) a uvažuje se o stavbě Švejkovy sochy.

### Sovětský Irkutsk
V roce 1926 byla Irkutská gubernie zrušena a Irkutsk se stal hlavním městem Irkutského okruhu, později Irkutské oblasti.
Roku 1934 byl ve městě postaven letecký závod. Během 2. světové války bylo na frontu povoláno okolo 20 tisíc obyvatel Irkutsku. Byly sem též přesunuty některé továrny ze západní části země.
Roku 1958 byla postavena Irkutská přehradní nádrž.
Ještě po válce bylo město převážně dřevěné a jednopodlažní, mohutná výstavba moderních bytů proběhla především v 60. a 70. letech. Město bylo industrializováno.

## Městské symboly
Znak Irkutsku je tvořen stříbrným polem, na kterém je zobrazen černý babr (бабр) s červenýma očima, držící v tlamě červeného sobola. Odpovědět na otázku, co je to vlastně na městském symbolu za zvíře, není jednoduché.
Slovo babr je perského původu a ve staré ruštině se jím označoval souhrnně tygr, panter a jaguár. Původně také na městském symbolu figuroval tygr, který se v době založení města v oblasti skutečně vyskytoval. Když však byl městu roku 1878 vytvářen v rámci heraldické reformy nový guberniální znak, heraldici v hlavním městě Petrohradu si pravděpodobně spletli tehdy již málo známé slovo babr s daleko známějším bobr. Na znaku se tak objevilo fantastické zvíře s černou srstí, kočičí hlavou, velkým zdviženým bobřím ocasem a blanitýma zadníma nohama. Tento znak se používá téměř beze změn dodnes a město se jím chlubí jako unikátní kuriozitou, neboť takové zvíře nikdo jiný ve znaku nemá.
Samotný symbol města vzniknul někdy v 17. století, ovšem není zcela přesně jisté kdy a za jakých okolností. Nejstarší doklad o užívání tohoto symbolu městem Irkutsk pochází z roku 1690, kdy babr sobolem v tlamě figuroval na znaku a razítku města. Dnešní podoba znaku byla schválena irkutskou městskou radou roku 1997.

Vlajka města byla přijata roku 1996.

Městský znak z roku 1790 s tygrem
Znak Irkutské gubernie z roku 1878 s novým fantastickým zvířetem
Současný znak města, babr s červeným sobolem v tlamě
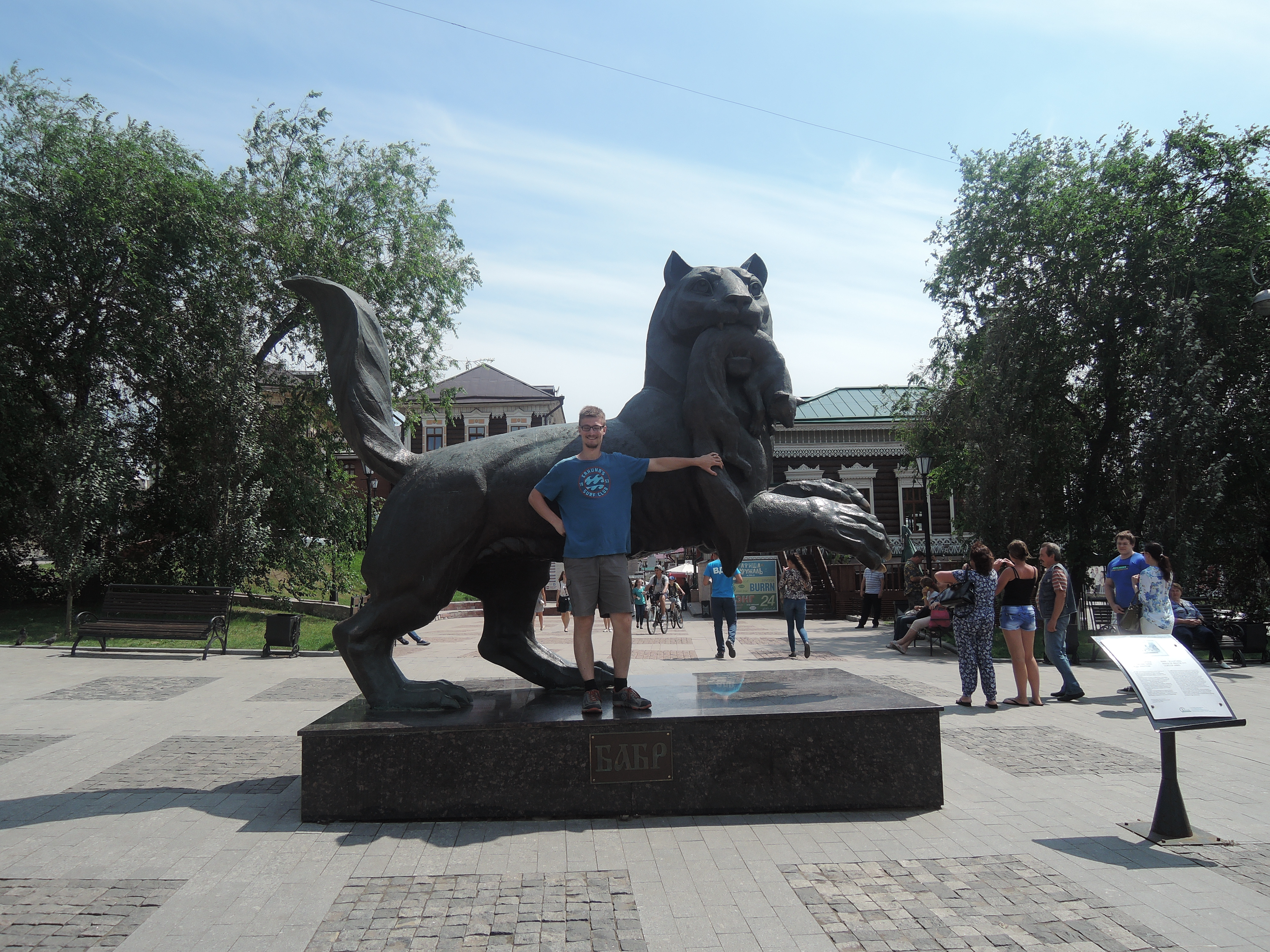
Socha babra ve 130. kvartálu

## Geografie

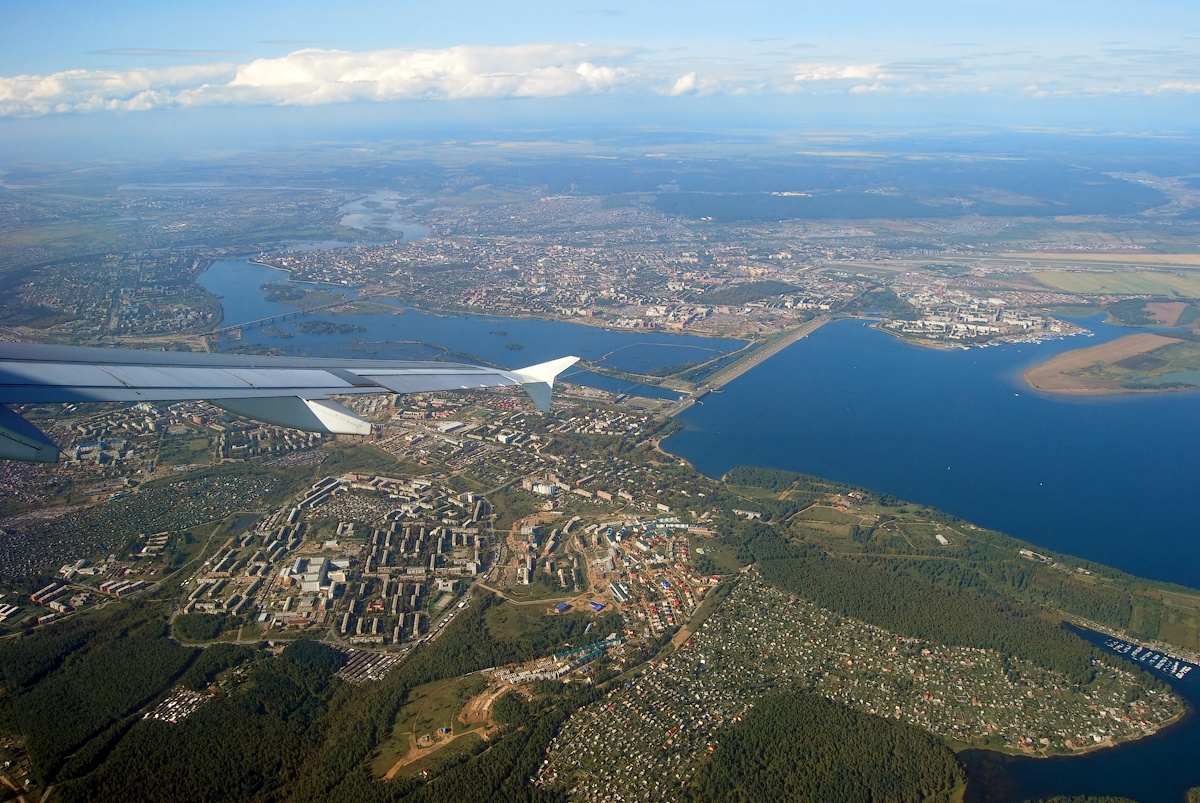
Irkutsk z letadla

Irkutsk se nachází ve východní Sibiři na březích řeky Angary v bezprostřední blízkosti Irkutské přehradní nádrže. Nejbližším velkým městem je Ulan-Ude, vzdálené 439 km, nejbližším milionovým městem je Krasnojarsk, vzdálený 1060 km po silnici.
Okolo města se rozprostírají stepi, borové, borovicovo-březové, borovicovo-modřínové a březové lesy. Reliéf města je členitý. Nadmořská výška kolísá mezi 420 a 550 m n. m. Krajina města i jeho okolí má charakter zvlněné erozně denudační roviny, zformované jurskými a čtvrtohorními usazeninami. Náleží k lesostepní zóně Irkutsko-čeremchovské roviny u severního podhůří Sajan. Hlavní část Irkutsku stojí na vysoké říční nivě a terasách Angary, Irkutu, Ušakovky a jiných řek, okrajové části jsou svažité.

### Hydrologie
Angara dělí město na pravobřežní a levobřežní část. Délka řeky na území města činí 29 km, počet ostrovů převyšuje 30, pod Starým angarským mostem v centru města je široká okolo 300 m. Řeka Irkut tvoří hranici mezi Svěrdilovskou a Leninskou čtvrtí města. Ve městě tečou ještě říčky: Ušakovka, Topka, Věresovka a přítoky Irkutu Kaja a Olcha.
Před dokončením Irkutské vodní elektrárny trpělo město častými povodněmi. Ty s výstavbou elektrárny ustaly, avšak stavba zvýšila úroveň spodních vod v pravobřežní části města.
Ve městě pramení též minerální vody. V lázních Angara vyvěrá voda bohatá na hydrokarbonáty, síran a chloridy.
Podél pravého břehu Angary se táhne upravené nábřeží. Ke koupání slouží obyčejně ostrov Junosť, teplá místa Irkutské přehradní nádrže a obyvatelé samozřejmě jezdí také k jezeru Bajkal.

### Zemětřesení

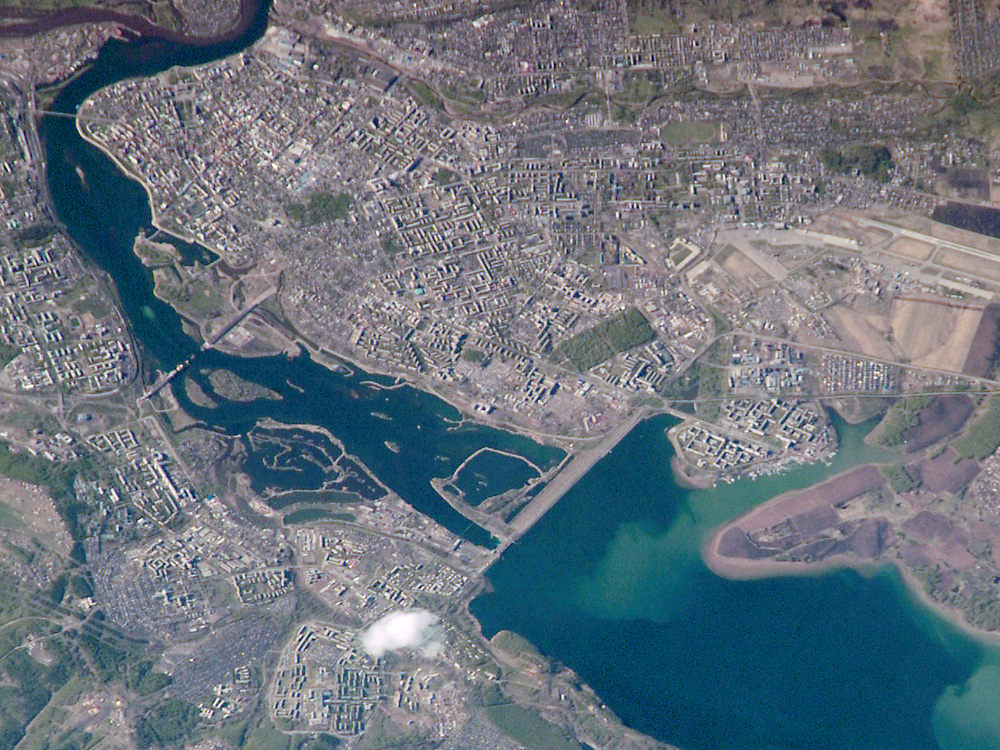
Snímek města z ISS

Irkutsk se nachází na kraji vcelku bezpečné Sibiřské platformy, avšak v blízkosti tektonického zlomu – Bajkalské riftové zóny, což předpokládá v Irkutsku možnost zemětřesení s intenzitou až 8 stupňů Richterovy stupnice. Silnější zemětřesení není pravděpodobné, protože epicentra většiny zemětřesení se nachází daleko od města – v kotlině Bajkalu a ve Východních Sajanách. Pod městem v severozápadní části prochází Angarský tektonický zlom, který však v současnosti není zdrojem velkých zemětřesení. Není známo, že by kdy v historii Irkutsku někdo zemřel v důsledku zemětřesení.
Ve středu města je každý rok zaregistrováno okolo 300 zemětřesení do 4 stupňů. Zemětřesení s intenzitou 6 stupňů se objevují průměrně jednou za 15 let. K nejsilnějšímu zemětřesení došlo roku 1862, kdy ve městě dosáhlo 8 stupňů. Zemětřesení tehdy pocházelo z epicentra na Bajkale, kde dosáhlo 10 stupňů a způsobilo dvoumetrové vlny tsunami. V Irkutsku padaly kříže z kostelů, samy od sebe se rozezněly zvony, na Angaře popraskal led. Ve 20. století byla zaregistrována zemětřesení o síle 5–7 stupňů v letech 1903, 1905, 1950, 1957, 1959, 1967, 1995, 1999 a naposledy 27. srpna 2008.

### Časové pásmo
Irkutsk se nachází v časové zóně Irkutského času, označované podle mezinárodního standardu Irkutsk Time Zone (IRKT). Odchylka oproti koordinovanému světovému času je +8:00. Časový rozdíl oproti Moskvě je +5 hodin, oproti ČR +7 hodin (respektive +6 v období letního času, který byl v Rusku zrušen).

### Klima
Kvůli vzdálenosti moře je klima Irkutsku silně kontinentální s výraznými výkyvy teplot vzduchu během dne i během roku. Rozdíl mezi zimními a letními teplotami může převyšovat 70 °C. Počet slunečních dnů je průměrně 318 za rok.
Zimy jsou zde tuhé a vleklé, trvají více než 5 měsíců (konec října až začátek dubna). S příchodem sibiřské anticyklóny bývá jasné a mrazivé počasí, bezvětří. Nejchladnějším měsícem roku je leden, kdy je průměrná teplota –17,8 °C. Jaro je suché a krátké. Sníh taje na začátku dubna, mrazy přestanou začátkem května. První polovina léta je teplá a suchá, v druhé polovině přichází dlouhé deště. Nejteplejším měsícem je červenec, kdy je průměrná teplota 18,3 °C. Podzim je teplý a suchý, typická jsou pro něj prudká ochlazení.
Průměrná rychlost větru je 2,1 m/s. Největrnějším obdobím je jaro a podzim. Průměrná vlhkost vzduchu je 72 %. Největší zaznamenaný roční úhrn srážek byl zaznamenán roku 1938 (797 mm), absolutní minimum roku 1884 (209 mm), průměrný roční úhrn srážek je 480 mm.
| Irkutsk – podnebí                                                 | Irkutsk – podnebí | Irkutsk – podnebí | Irkutsk – podnebí | Irkutsk – podnebí | Irkutsk – podnebí | Irkutsk – podnebí | Irkutsk – podnebí | Irkutsk – podnebí | Irkutsk – podnebí | Irkutsk – podnebí | Irkutsk – podnebí | Irkutsk – podnebí | Irkutsk – podnebí |
| Období                                                            | leden             | únor              | březen            | duben             | květen            | červen            | červenec          | srpen             | září              | říjen             | listopad          | prosinec          | rok               |
| ----------------------------------------------------------------- | ----------------- | ----------------- | ----------------- | ----------------- | ----------------- | ----------------- | ----------------- | ----------------- | ----------------- | ----------------- | ----------------- | ----------------- | ----------------- |
| Nejvyšší teplota [°C]                                             | 2,3               | 10,2              | 20,0              | 29,2              | 34,5              | 35,6              | 37,2              | 34,7              | 31,0              | 24,5              | 14,4              | 5,3               | 37,2              |
| Průměrné denní maximum [°C]                                       | −12,8             | −7,8              | 0,3               | 9,4               | 18,1              | 22,7              | 24,8              | 22,2              | 15,7              | 7,7               | −2,8              | −10,6             | 7,2               |
| Průměrná teplota [°C]                                             | −17,8             | −14,4             | −6,4              | 2,5               | 10,2              | 15,4              | 18,3              | 15,9              | 9,2               | 1,8               | −7,6              | −15,3             | 1,0               |
| Průměrné denní minimum [°C]                                       | −21,8             | −19,6             | −12,2             | −2,8              | 3,6               | 9,3               | 13,0              | 10,9              | 4,3               | −2,5              | −11,6             | −19,1             | −4,0              |
| Nejnižší teplota [°C]                                             | −49,7             | −44,7             | −37,3             | −31,8             | −14,3             | −6,0              | 0,4               | −2,7              | −11,9             | −30,5             | −40,4             | −46,3             | −49,7             |
| Průměrné srážky [mm]                                              | 13                | 8                 | 12                | 18                | 37                | 78                | 114               | 91                | 52                | 21                | 20                | 16                | 480               |
| Maximální srážky [mm]                                             | 30                | 68                | 34                | 64                | 109               | 303               | 344               | 190               | 140               | 91                | 42                | 68                | 1 483             |
| Zdroj: http://www.pogodaiklimat.ru/climate/30710.htm 04. 08. 2016 |                   |                   |                   |                   |                   |                   |                   |                   |                   |                   |                   |                   |                   |

## Obyvatelstvo
K 1. lednu 2015 byl Irkutsk 22. největším z 1114 měst Ruska.
Podle údajů z roku 2010 zde žilo 91,8 % Rusů, 2,3 % Burjatů, 1,1 % Ukrajinců a 0,8 % Tatarů. V posledních desetiletích se snižuje počet Němců, Ukrajinců a Bělorusů, naopak roste počet Kyrgyzů, Uzbeků a Tádžiků.
Ve městě funguje vedle pravoslavných kostelů také katolický chrám (potomci polských a jiných vysídlenců), synagoga a mešita.
| Vývoj počtu obyvatel | Vývoj počtu obyvatel | Vývoj počtu obyvatel | Vývoj počtu obyvatel | Vývoj počtu obyvatel | Vývoj počtu obyvatel | Vývoj počtu obyvatel | Vývoj počtu obyvatel | Vývoj počtu obyvatel | Vývoj počtu obyvatel |
| -------------------- | -------------------- | -------------------- | -------------------- | -------------------- | -------------------- | -------------------- | -------------------- | -------------------- | -------------------- |
| 1856                 | 1864                 | 1897                 | 1923                 | 1926                 | 1931                 | 1939                 | 1956                 | 1959                 | 1962                 |
| 24 100               | 26 597               | 51 000               | 87 600               | 108 000              | 113 200              | 250 000              | 314 000              | 365 893              | 385 000              |
| 1967                 | 1970                 | 1973                 | 1975                 | 1976                 | 1979                 | 1982                 | 1985                 | 1986                 | 1987                 |
| 420 000              | 450 941              | 485 000              | 516 000              | 516 000              | 549 787              | 575 000              | 601 000              | 604 000              | 609 000              |
| 1989                 | 1990                 | 1991                 | 1992                 | 1993                 | 1994                 | 1995                 | 1996                 | 1997                 | 1998                 |
| 626 135              | 582 000              | 641 000              | 639 000              | 635 000              | 632 000              | 581 000              | 583 000              | 591 000              | 591 000              |
| 1999                 | 2000                 | 2001                 | 2002                 | 2003                 | 2004                 | 2005                 | 2006                 | 2007                 | 2008                 |
| 596 400              | 593 700              | 587 200              | 593 604              | 593 600              | 588 500              | 582 500              | 578 100              | 575 900              | 575 800              |
| 2009                 | 2010                 | 2011                 | 2012                 | 2013                 | 2014                 | 2015                 | 2016                 | 2017                 | 2018                 |
| 579 268              | 587 891              | 589 949              | 597 846              | 606 137              | 612 973              | 620 099              | 623 424              | –                    | –                    |

## Turistické pamětihodnosti

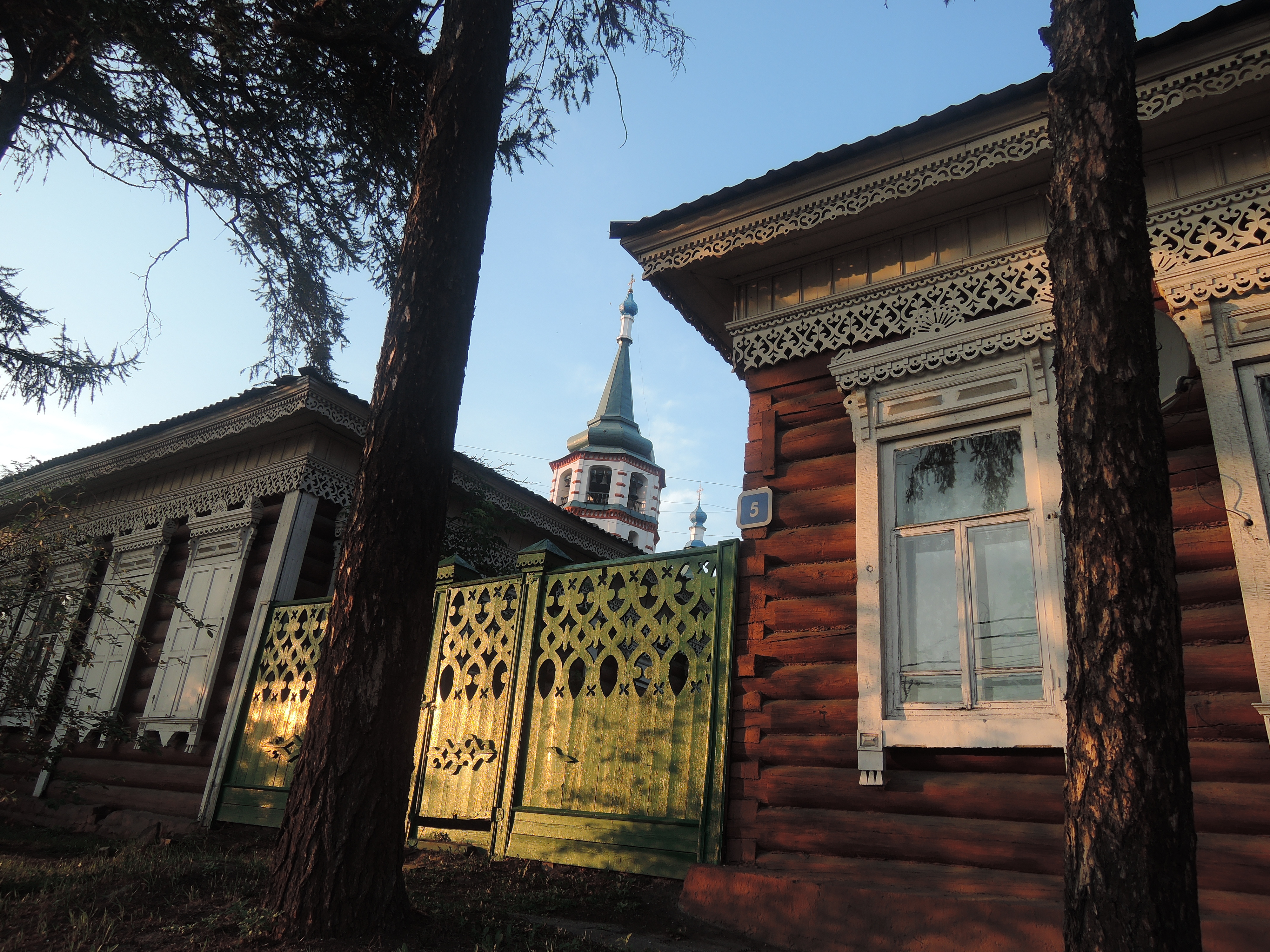
Dřevěná architektura 130. kvartálu

- Historické centrum Irkutsku – v pravobřežní části města poblíž řeky se rozkládá historické centrum města, plné starých kupeckých domů, předrevolučních obchodních domů, kostelů, divadel, muzeí, kaváren, vládních budov atd. převážně z doby po velkém požáru na konci 19. století. Osu historického centra tvoří ulice Marxova a Leninova, za procházku stojí ale i většina přilehlých ulic.
- 130. kvartál (130-й квартал) – jakýsi živý městský skanzen původní dřevěné architektury Irkutsku. Domy v této čtvrti začaly vyrůstat již v 18. století, tehdy se jednalo o předměstí Irkutsku. Shodou okolností se zde velká část starých dřevěných domů dochovala do současnosti. V letech 2008–2012 proběhla kompletní rekonstrukce čtvrti – 32 cenných domů bylo zrestaurováno, bylo postaveno 16 kopií zaniklých historických domů a 8 domů bylo do 130. kvartálu přemístěno z jiných částí města. Kromě toho zde vyrostlo množství nových domů v historickém stylu, vznikla promenáda se sochou babra (symbolu města), nachází se zde množství restaurací, kaváren, muzeí a obchodů. Nejedná se však o pouhé turistické kulisy, ve zdejších domech také sídlí lékaři, kanceláře, hotely, pošta i soukromé byty. 130. kvartál se nachází na jižním konci ulice Lenina, mezi ulicemi Sedova a 3. června.
- Irkutské muzeum děkabristů – dvě unikátně zachovalá panská sídla, ve kterých žili děkabrističtí vysídlenci, kníže Trubeckoj a kníže Volkonskij se svými rodinami. Nalézá se v nich expozice děkabristického hnutí, osudů vysídlenců a jejich nového života v nehostinných končinách Sibiře. Díky tomu, že se bolševici hlásili k odkazu Děkabristů, zůstaly oba objekty perfektně zachované a udržované – takových objektů, zvláště dřevěných, je v Rusku velmi málo. Z interiérů tak na návštěvníka dýchne atmosféra života vyšší ruské společnosti poloviny 19. století. Sídlo Trubeckých se nalézá na ulici Dzeržinského, sídlo Volkonských v ulici Volkonského.
- Irkutské dramatické divadlo N. P. Ochlopkova – jedna z nejvýstavnějších budov města, dostavěna r. 1897 podle projektu významného ruského architekta německého původu Viktora Schrötera, který vyprojektoval mj. například Mariinské divadlo v Petrohradu. Nachází se na Marxově ulici.

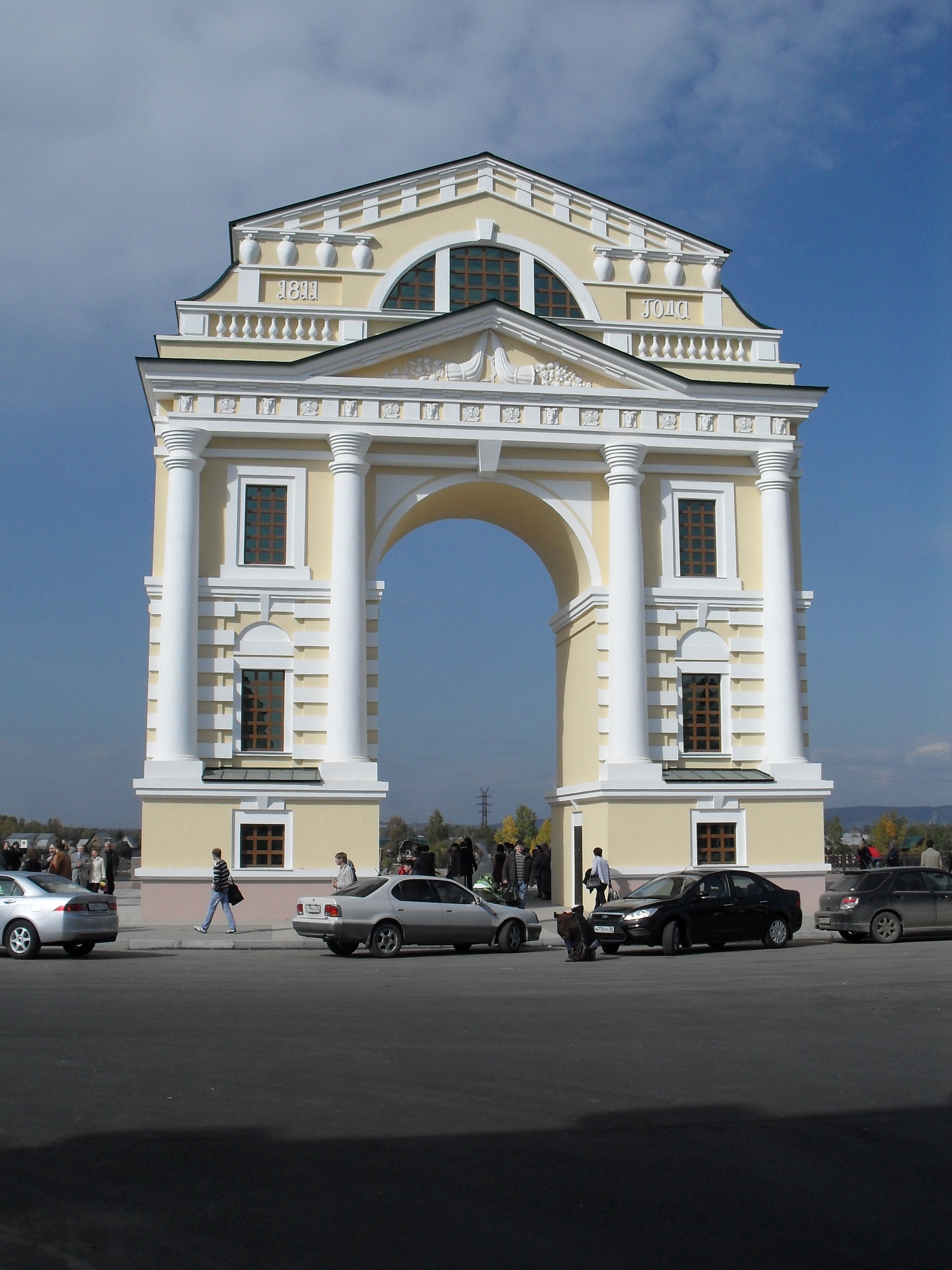
Moskevská brána

- Moskevská bránaPomník Jakovu Pochabovovi – pomník zakladateli města, postavený k 350. výročí založení města na nábřeží Angary na konci ulice Suche-Batora.
- Nábřeží Angary – na břehu Angary se nachází dvě promenády vybízející k procházkám podél řeky, bohužel rozdělené průmyslovým areálem firmy RUSIA Petroleum.
  - Nižnaja naberežnaja Angary se táhne od Spasského chrámu k ústí říčky Ušakovky. Kromě Pochabovova pomníku se zde nachází také vítězný oblouk Moskevská brána. Ten byl postaven roku 1813 k desátému výročí nástupu Alexandra I. na trůn. Název získal podle orientace na západ, tedy k Moskvě. Roku 1928 byl odstřelen, roku 2011 postavena kopie.
  - Bulvár Gagarina se táhne od Glazkovského mostu k ostrovu Junosť. Kromě četných historických budov a výhledů na Angaru zde mohou návštěvníci vidět také pomník Alexandru III., který postavili roku 1908 jako výraz uznání za panovníkovo úsilí o rozvoj Sibiře. Po revoluci byl pochopitelně jakožto symbol starého režimu neprodleně odstraněn, obnoven byl až v roce 2003.
- Irkutské něrpinárium (Иркутский нерпинарий) – bazén, v kterém se předvádí show s cvičenými tuleni bajkalskými. Ulice Železnodorožnaja.
- Ledoborec Angara – historický ledoborec z roku 1900 na Irkutské přehradní nádrži

Sakrální památky
- Chrám Zjevení (Собор Богоявления) – druhá nejstarší kamenná budova ve městě postavená v letech 1718–1746 ve stylu sibiřského baroka. Po říjnové revoluci byla v chrámu zřízena pekárna a ubytovna. V roce 1960 přijela z Moskvy architekta Galina Oranska, aby stvrdila záměr města srovnat chrám-pekárnu se zemí. Architektka však namísto toho zajistila zápis chrámu mezi kulturní památky a zasadila se o rekonstrukci, která začala roku 1968. Dnes chrám opět slouží církvi. Nachází se pár kroků od pomníku Pochabovovi.

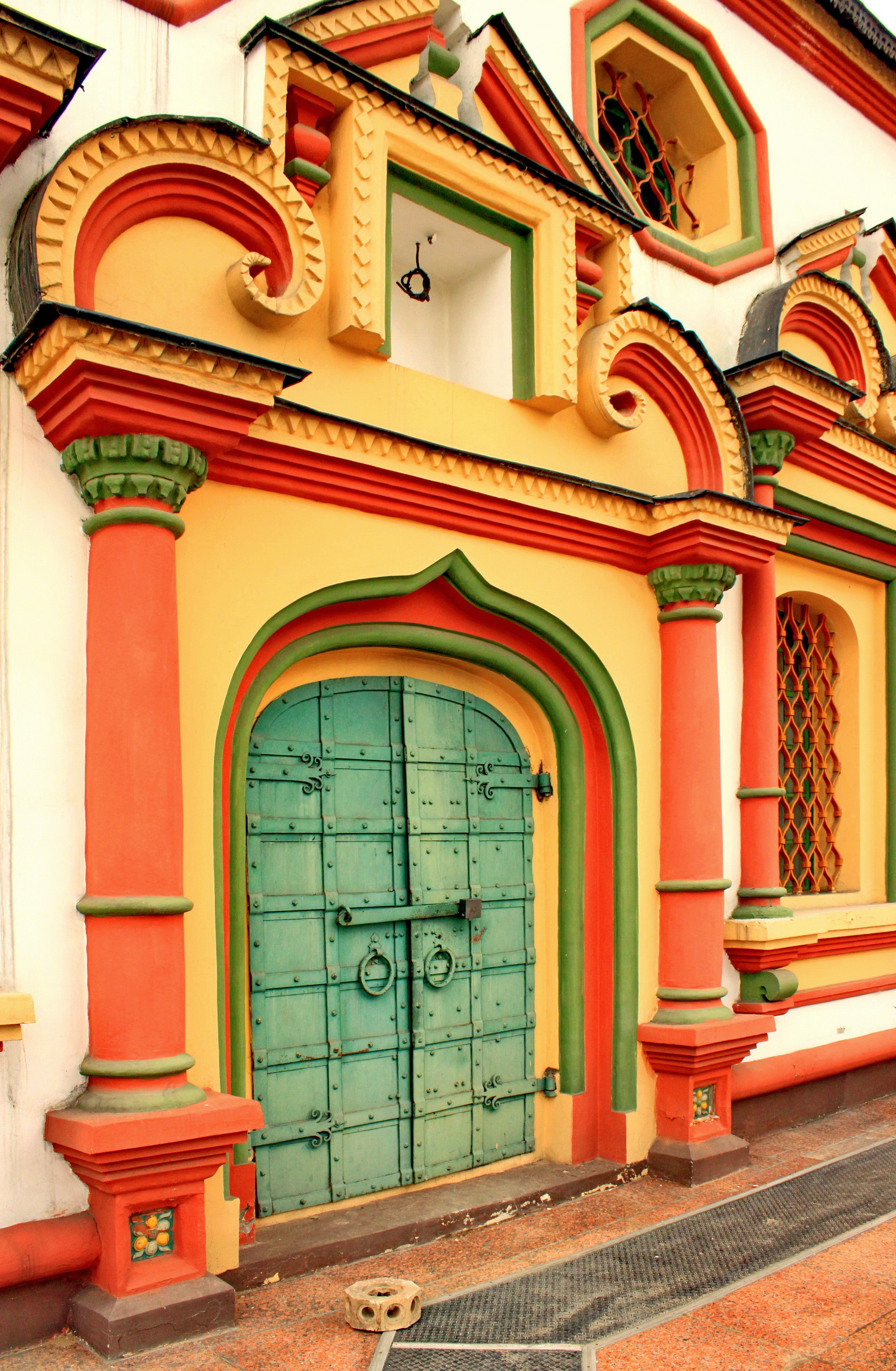
Sibiřské baroko v Irkutsku

- Sibiřské baroko v IrkutskuZnamenský klášter (Знаменский монастырь) – jeden z nejstarších klášterů Sibiře, založen 1689, současné budovy pochází z roku 1762. Roku 1920 byl v jeho blízkosti zastřelen admirál Kolčak, jehož socha dnes stojí před klášterem. V období stalinismu byly v klášteře zřízeny dílny pro blízký přístav hydroplánů a také garáže. Vedle kláštera stála ještě velká Kazanská katedrála, která však byla roku 1932 odstřelena, dnes se vážně uvažuje o výstavbě kopie. Znamenský klášter se nachází v blízkosti Chrámu Zjevení.
- Spasský chrám (Спасская церковь) – jedna z nejstarších kamenných budov Irkutsku, založený 1672, současná budova byla postavena v areálu dnes již neexistujícího Irkutského kremlu v letech 1706–1710. Je to jediný chrám Sibiře, který má nástěnné malby na vnější fasádě. V období stalinusmu zde byly byty a kanceláře, díky iniciativě výše zmíněné architektky Oranské byl kostel zrekonstruován ještě v sovětském období. Nachází se v blízkosti předchozích dvou objektů.
- Chrám povýšení kříže (Крестовоздвиженская церковь) – postavený v letech 1747–1760 na okraji 130. kvartálu. Je to asi nejvzácnější příklad sibiřského baroka, neboť jsou zde nejenom evidentně patrné vlivy buddhistických ornamentů, ale na fasádě je dokonce přímo zobrazen buddhistický symbol kola dharmy.[7]
- Kazanský chrám (Казанская церковь) – pravoslavný chrám, postavený r. 1885 v novobyzantském stylu, nachází se na ulici Barikád.
- Chrám svaté trojice (Троицкая церковь) – další památka ve stylu sibiřského baroka z roku 1778. V roce 1949 zde bylo zřízeno planetárium, dnes opět slouží svému původnímu účelu. Nachází se na ulici 5. armády.
- Kostel nanebevzetí nejsvětější Panny Marie (obyvateli též nazýván Polský kostel) – katolický chrám, postavený polskými vysídlenci na místě vyhořelého dřevěného kostela roku 1884 v novogotickém stylu. V sovětských dobách byl přeměněn na varhanní koncertní sál irkutské filharmonie. Nachází se na ulici Suche-Batora. V 90. letech odmítlo město katolíkům kostel vrátit, namísto toho jim nabídlo pozemek na stavbu kostela nového. Irkutští katolíci si tak museli postavit v roce 2000 moderní Chrám neposkvrněného srdce Panny Marie.
- Irkutská synagoga – patří k nejstarším ruským synagogám, které stále souží svému účelu. Postavena byla roku 1878, a protože Irkutsk byl dostatečně vzdálený hrůzám holokaustu, dodnes je centrem místní židovské komunity. Nachází se na ulici Karla Libknechta.
- Irkutská chrámová mešita – byla založena tatarskými kupci roku 1897 v provizorní dřevěné budově, roku 1905 byla dokončena současná kamenná budova. V letech 1939–1946 byly v mešitě byty a sklad ovoce, v téže době byl také zbourán minaret. Roku 2012 byla mešita kompletně zrekonstruována a byla vztyčena kopie původního minaretu.

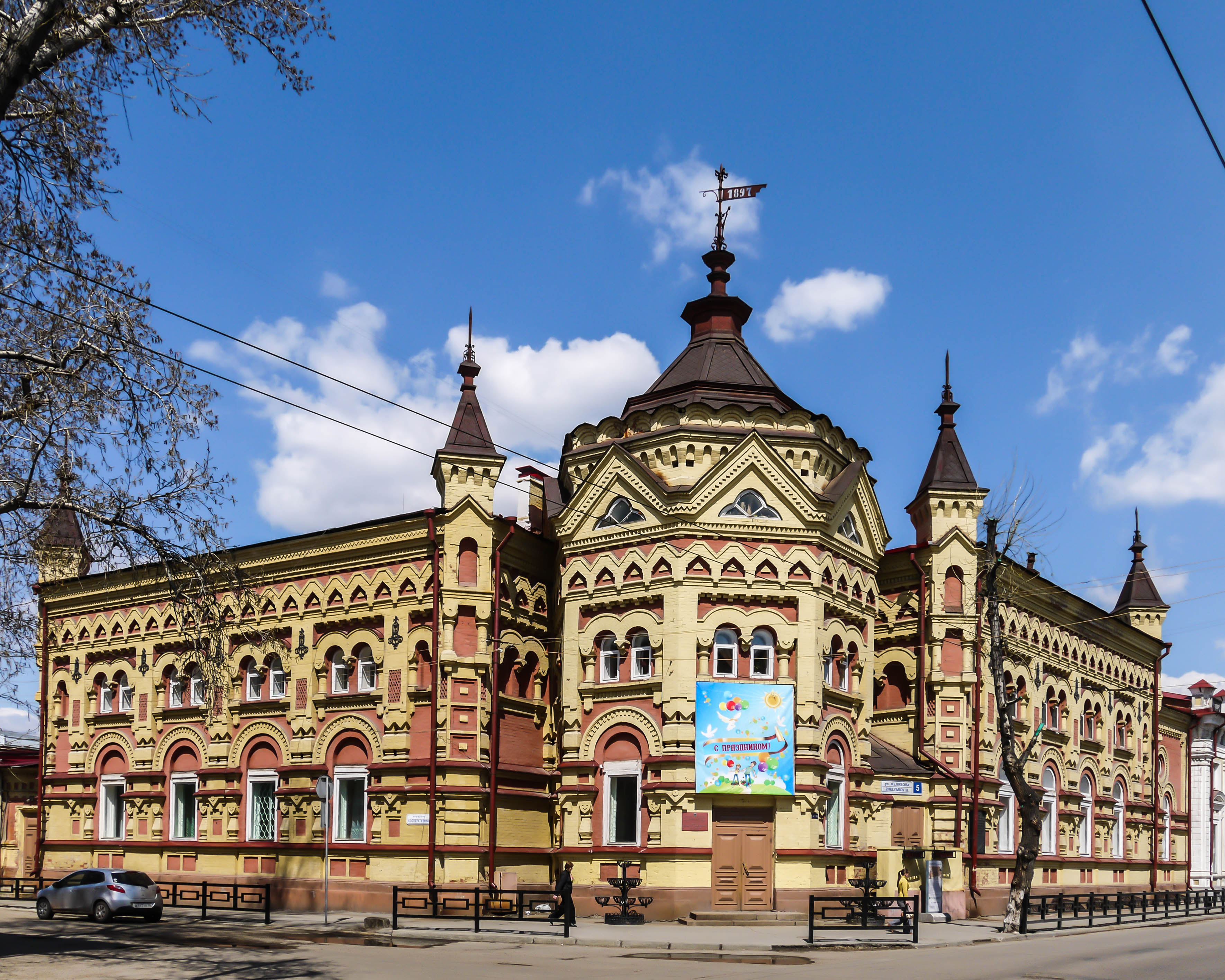
Starý kupecký dům v centru
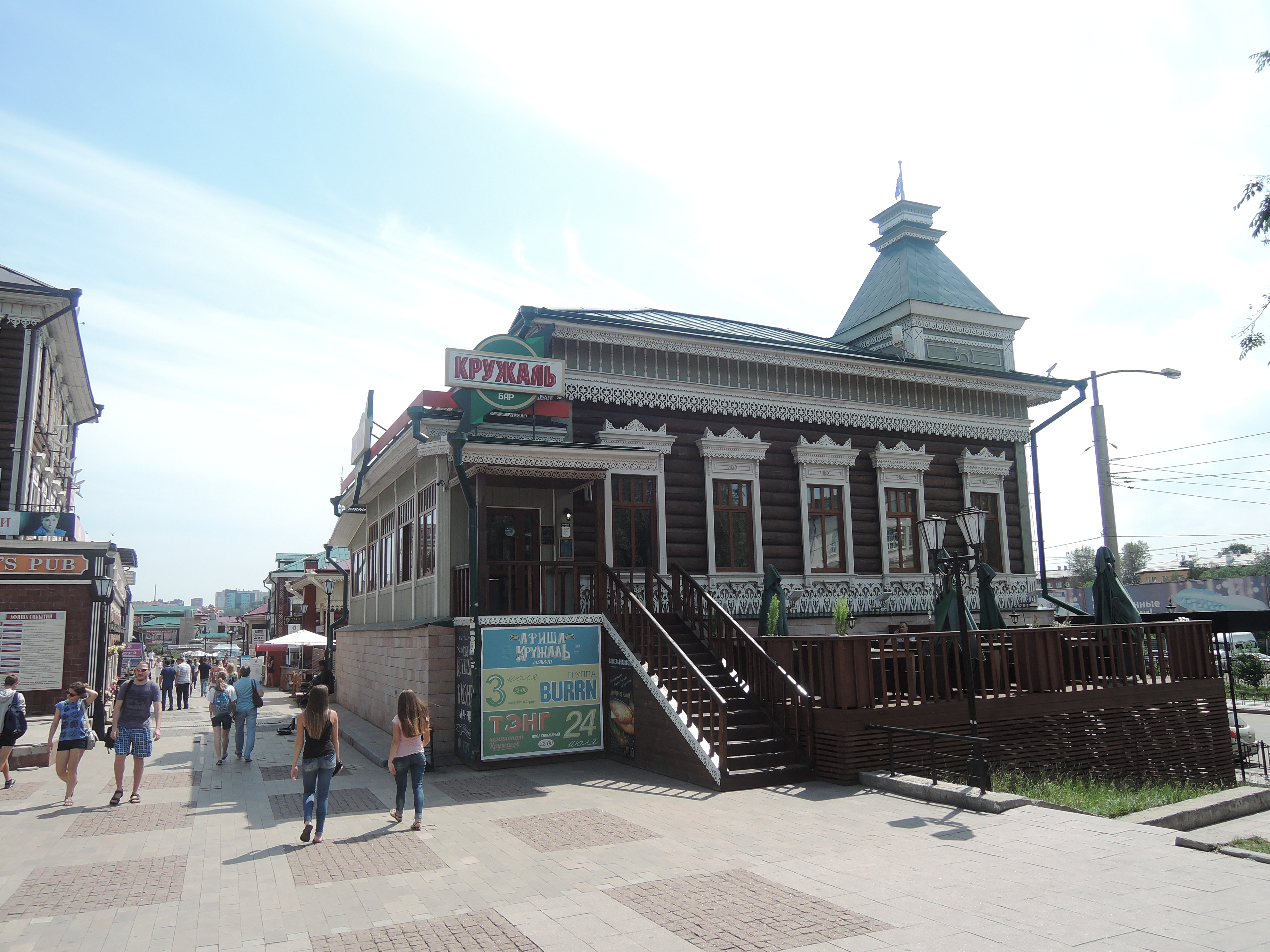
Promenáda ve 130. rajónu
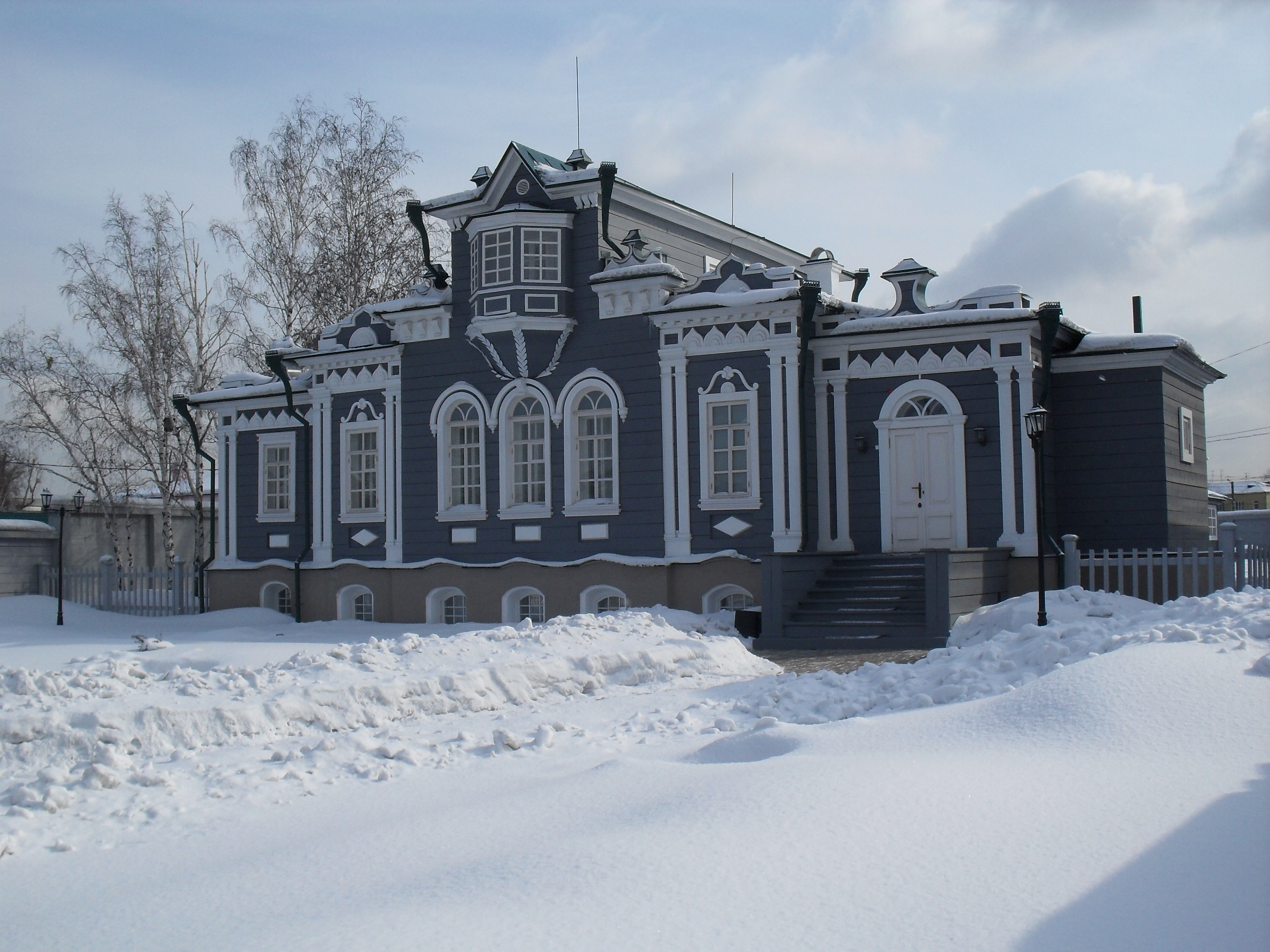
Muzeum děkabristů – dům Trubeckého
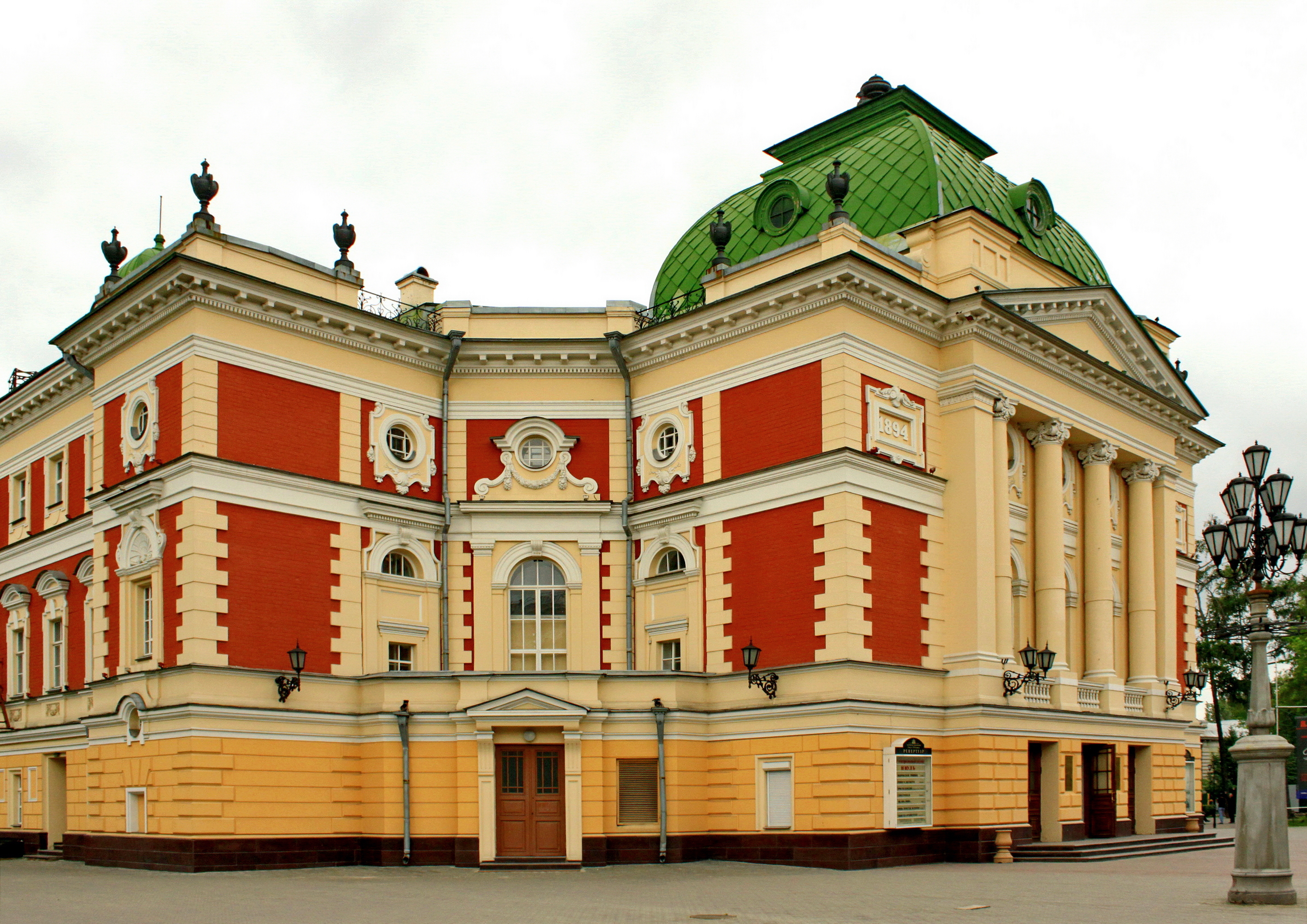
Irkutské dramatické divadlo
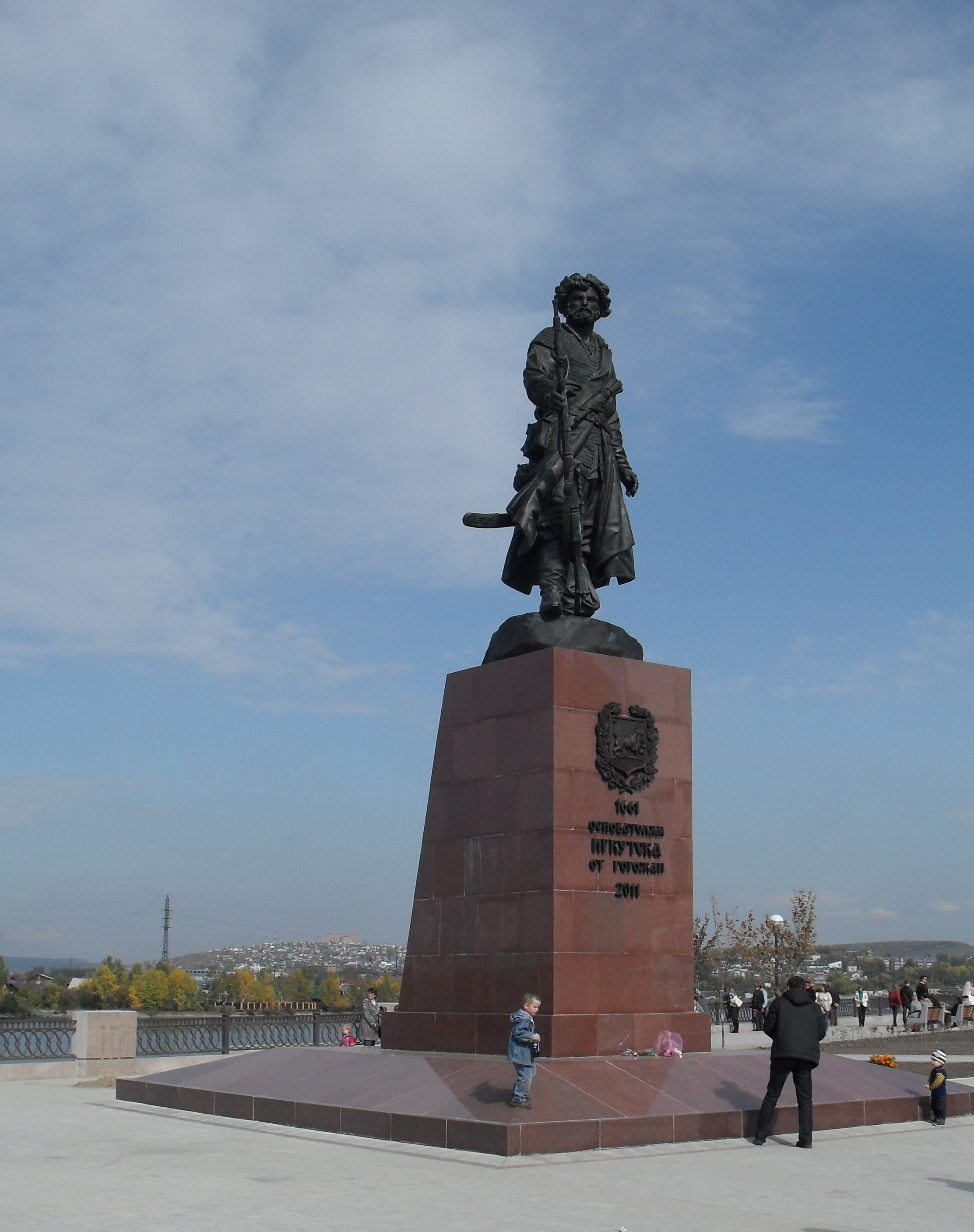
Pomník Jakovu Pochabovovi
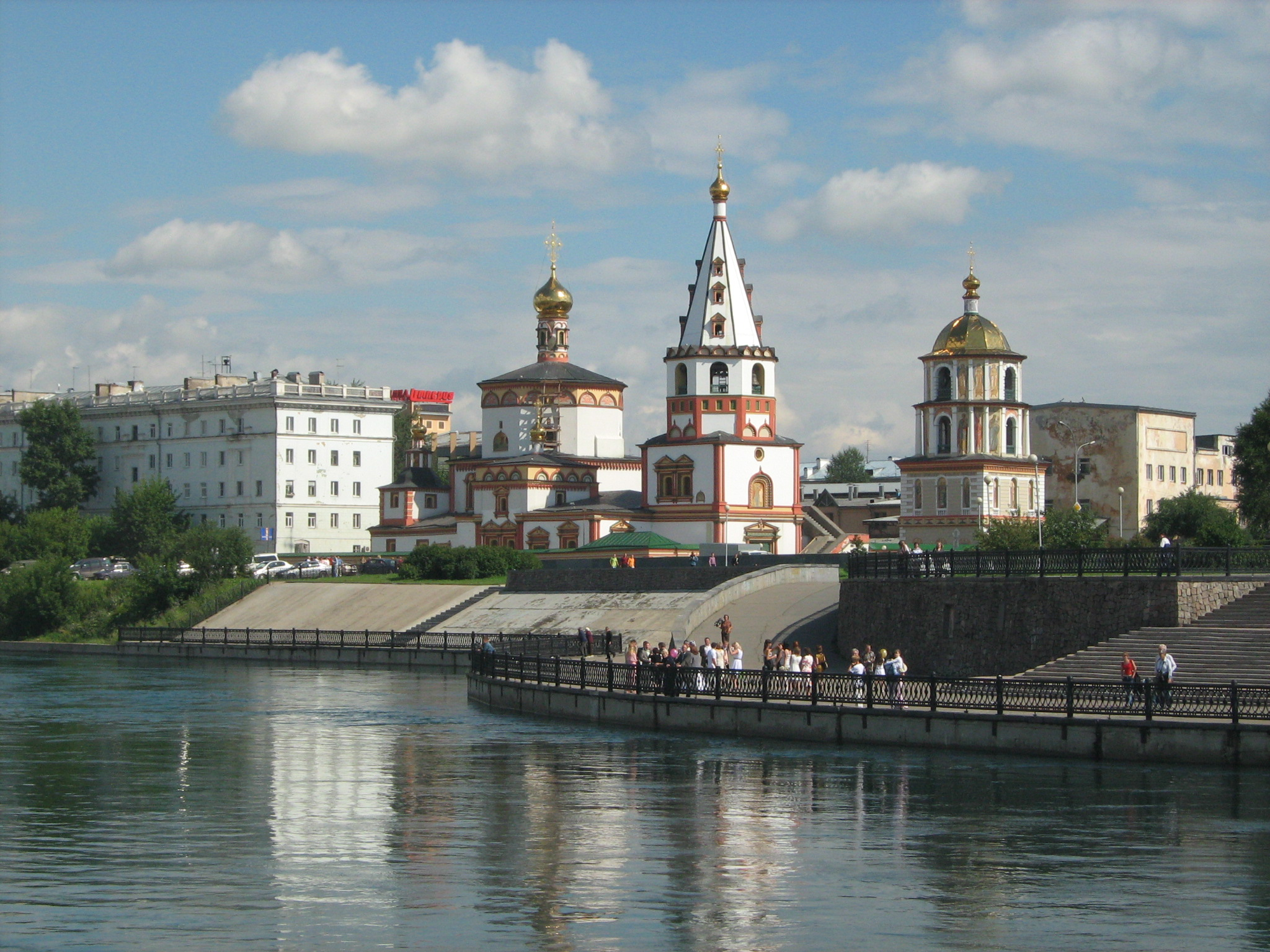
Nábřeží Angary
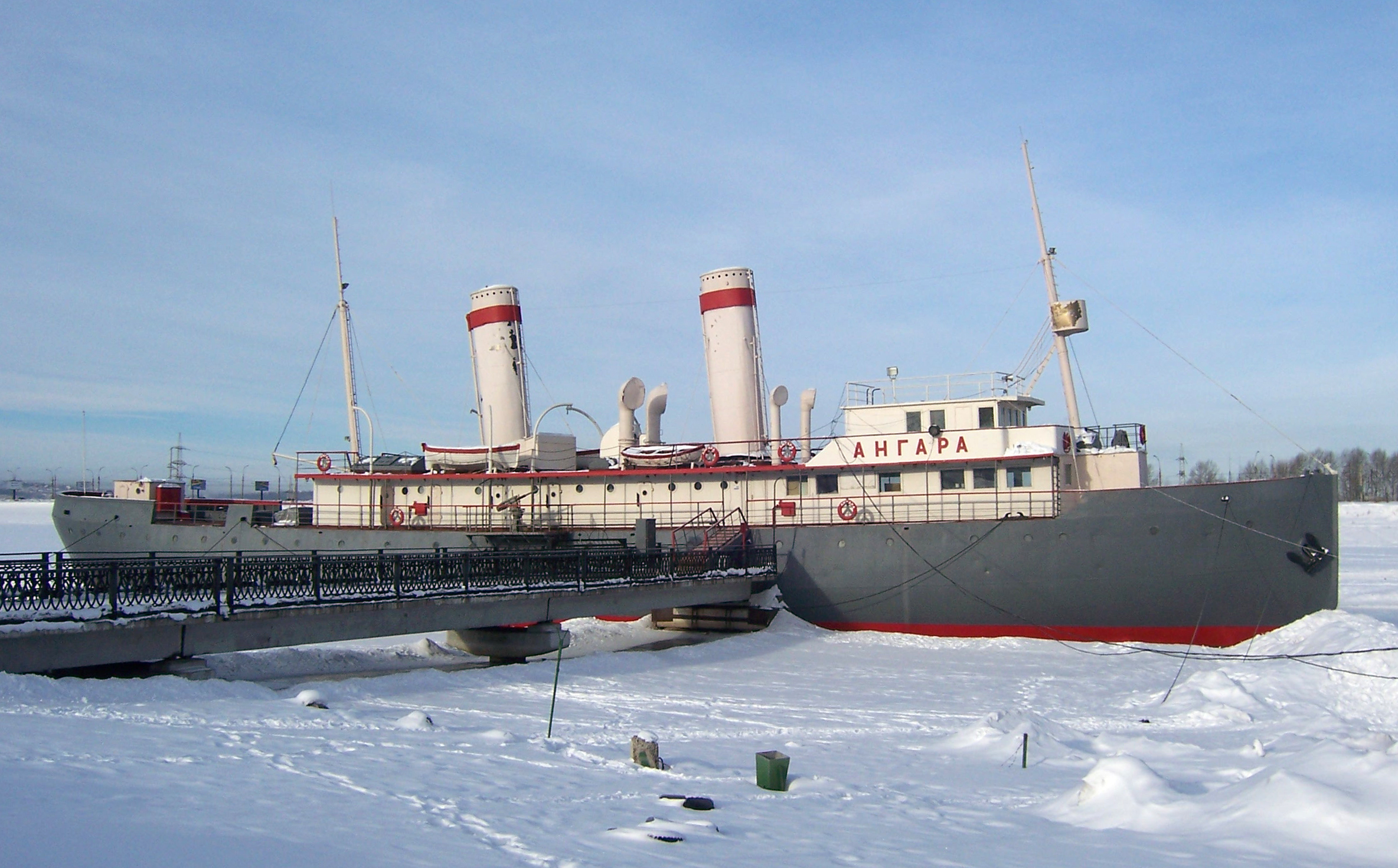
Ledoborec Angara
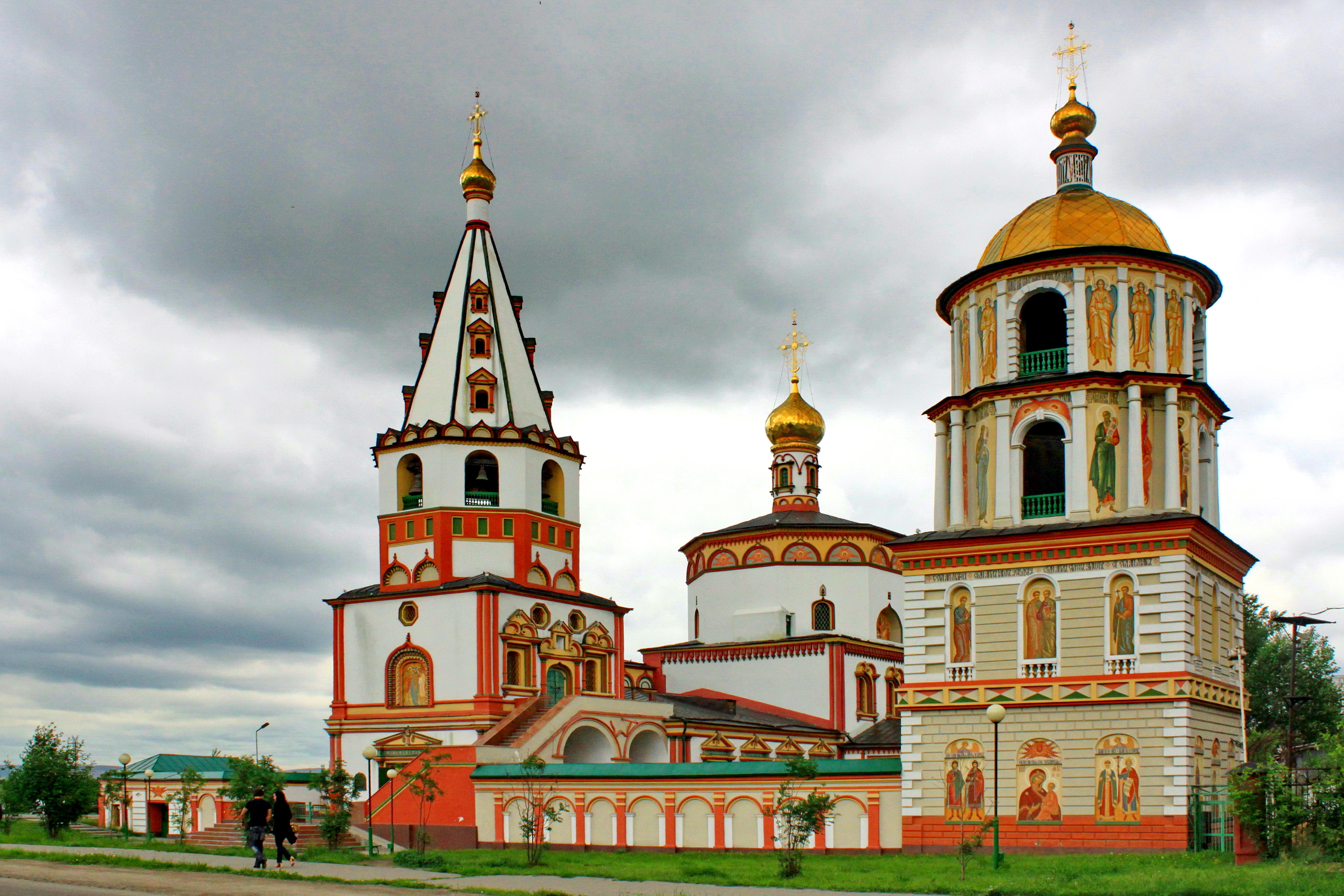
Chrám zjevení
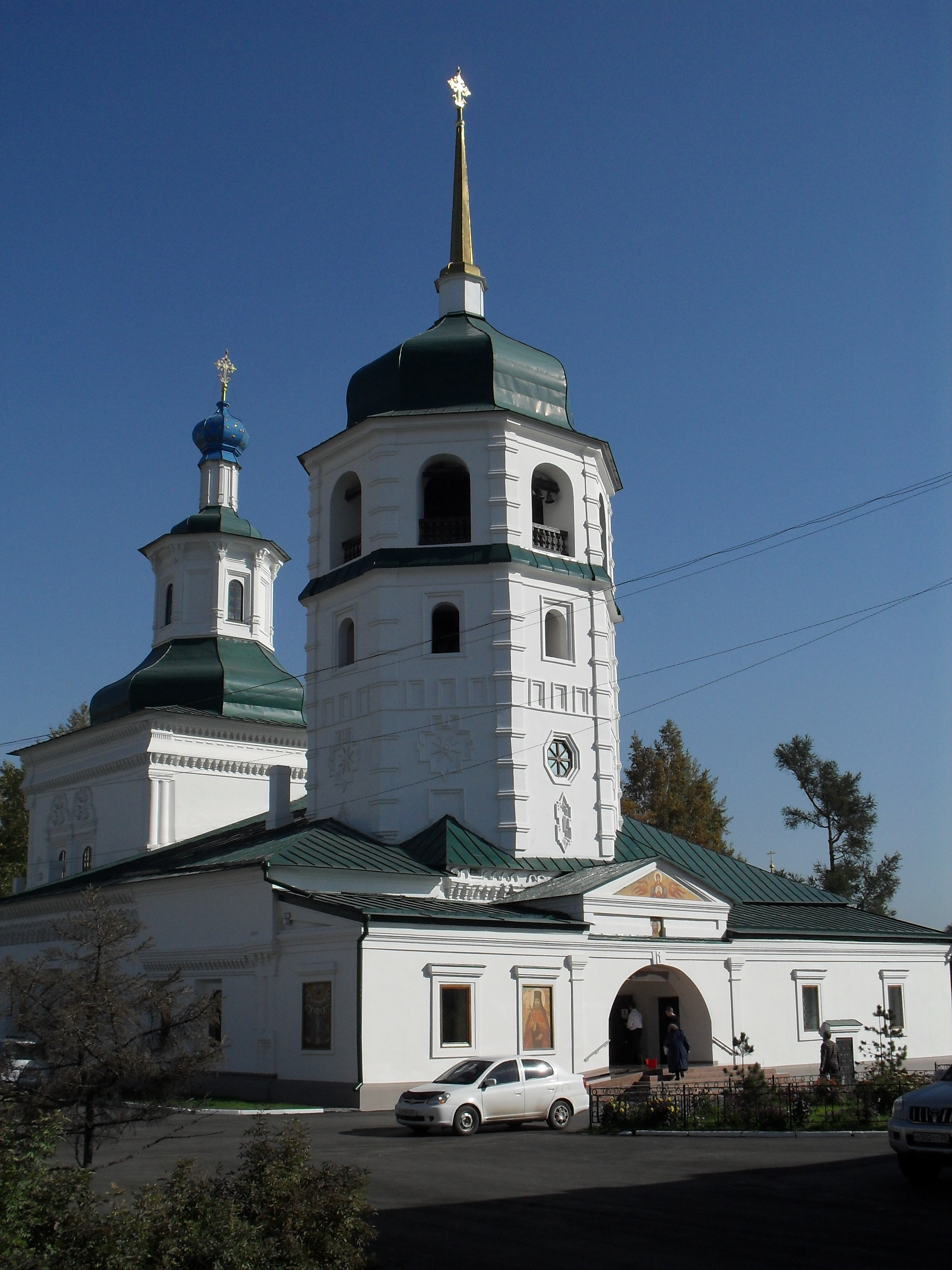
Znamenský klášter
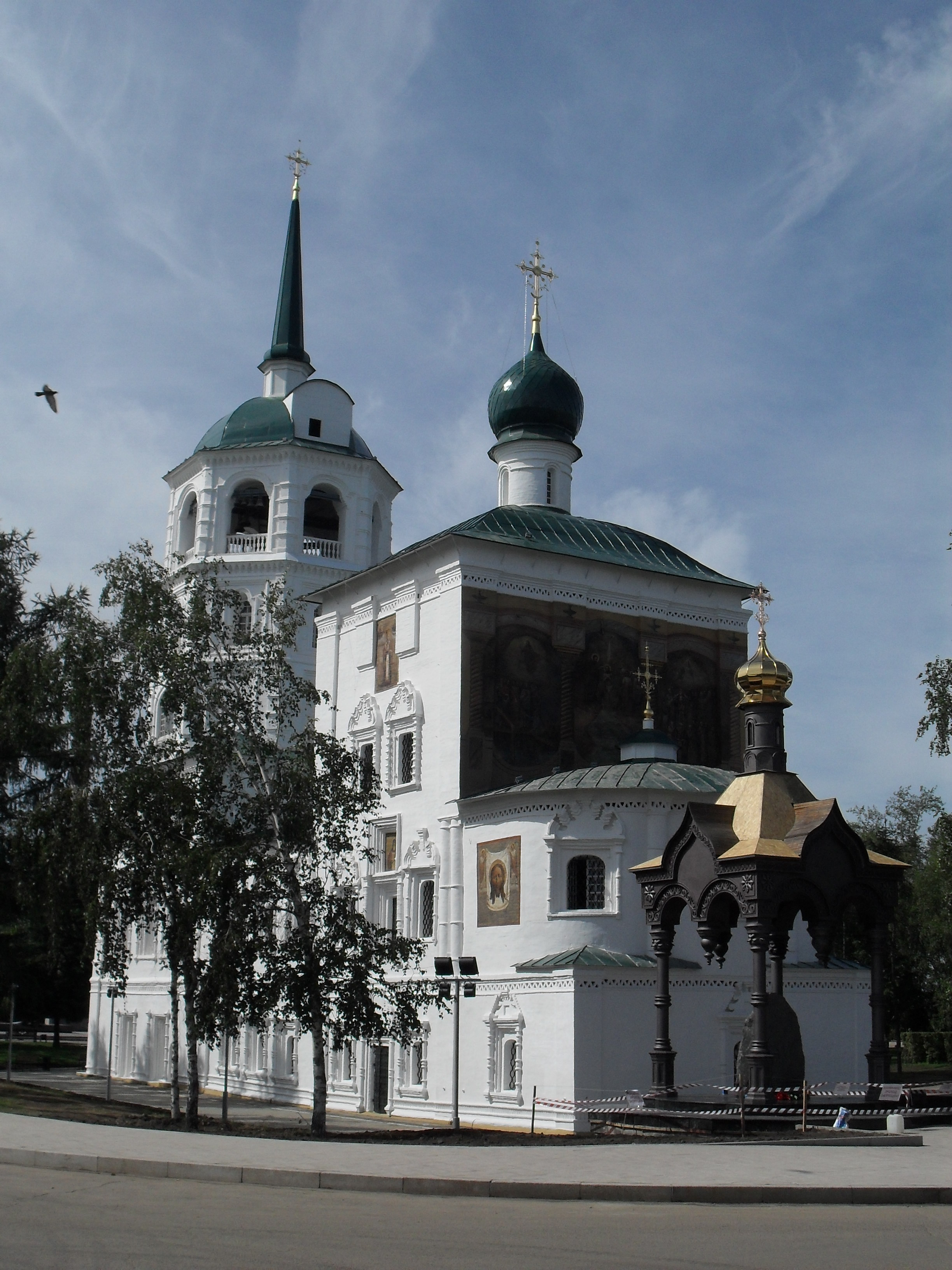
Spasský chrám
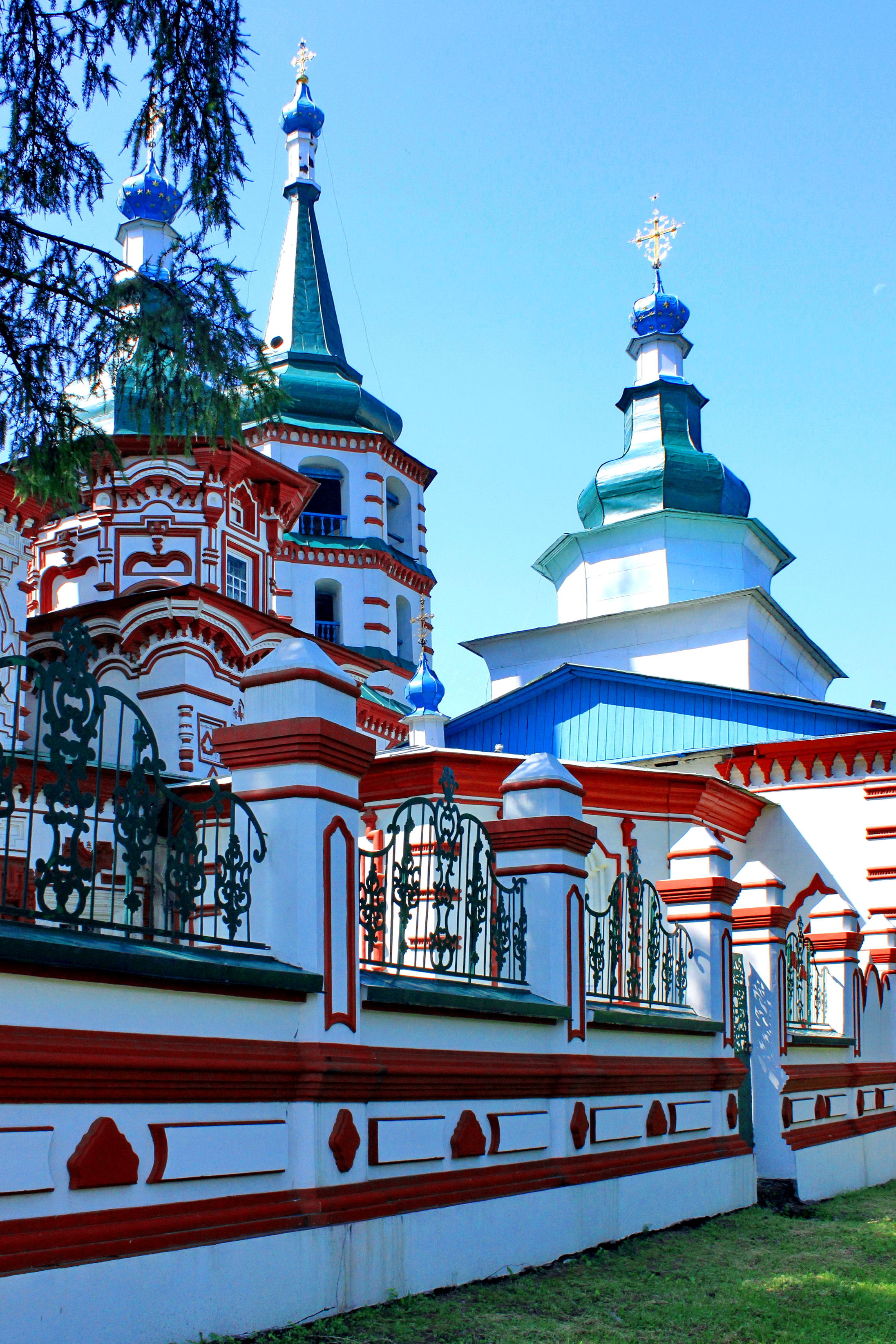
Chrám povýšení kříže
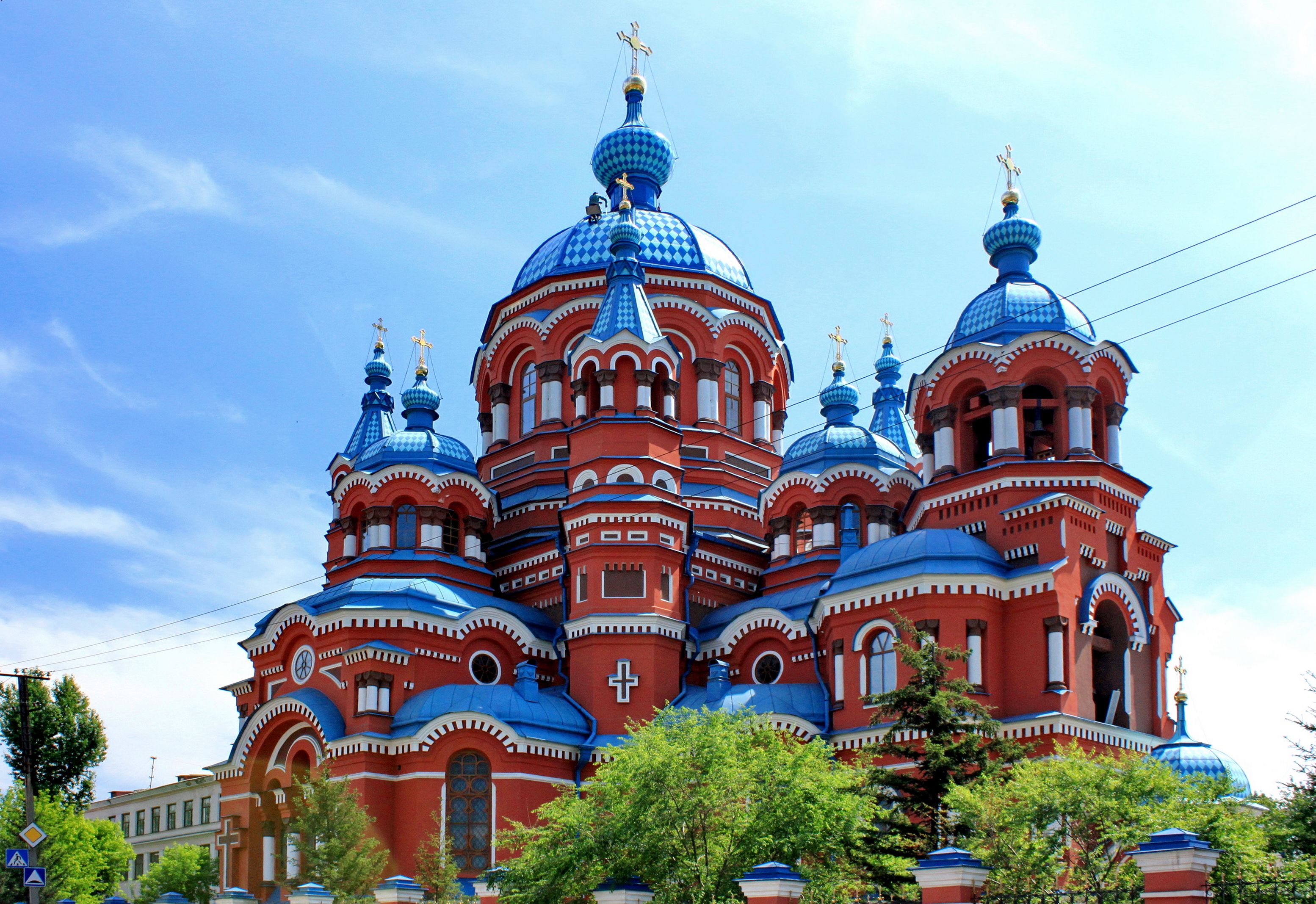
Kazanský chrám
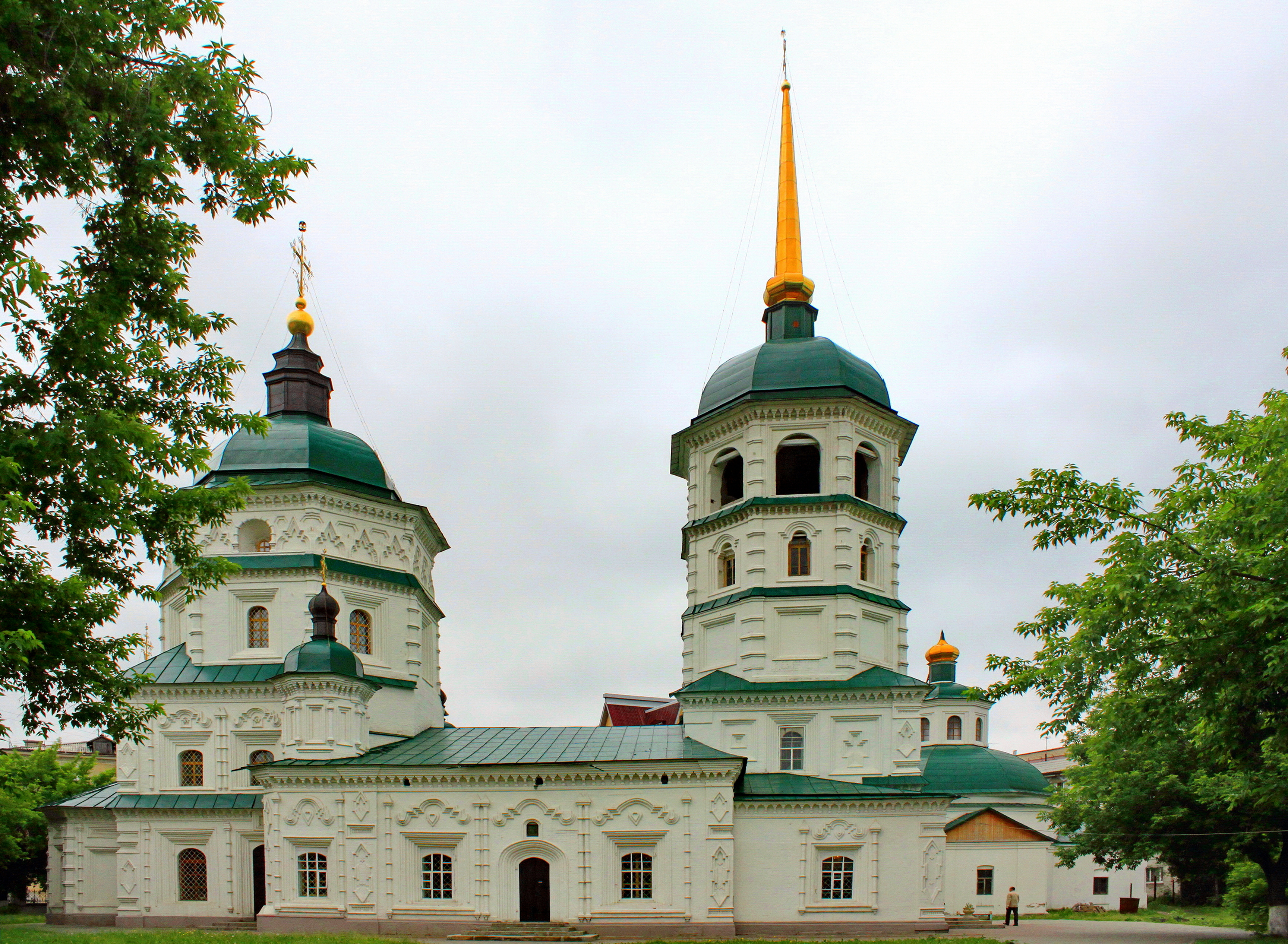
Chrám svaté trojice
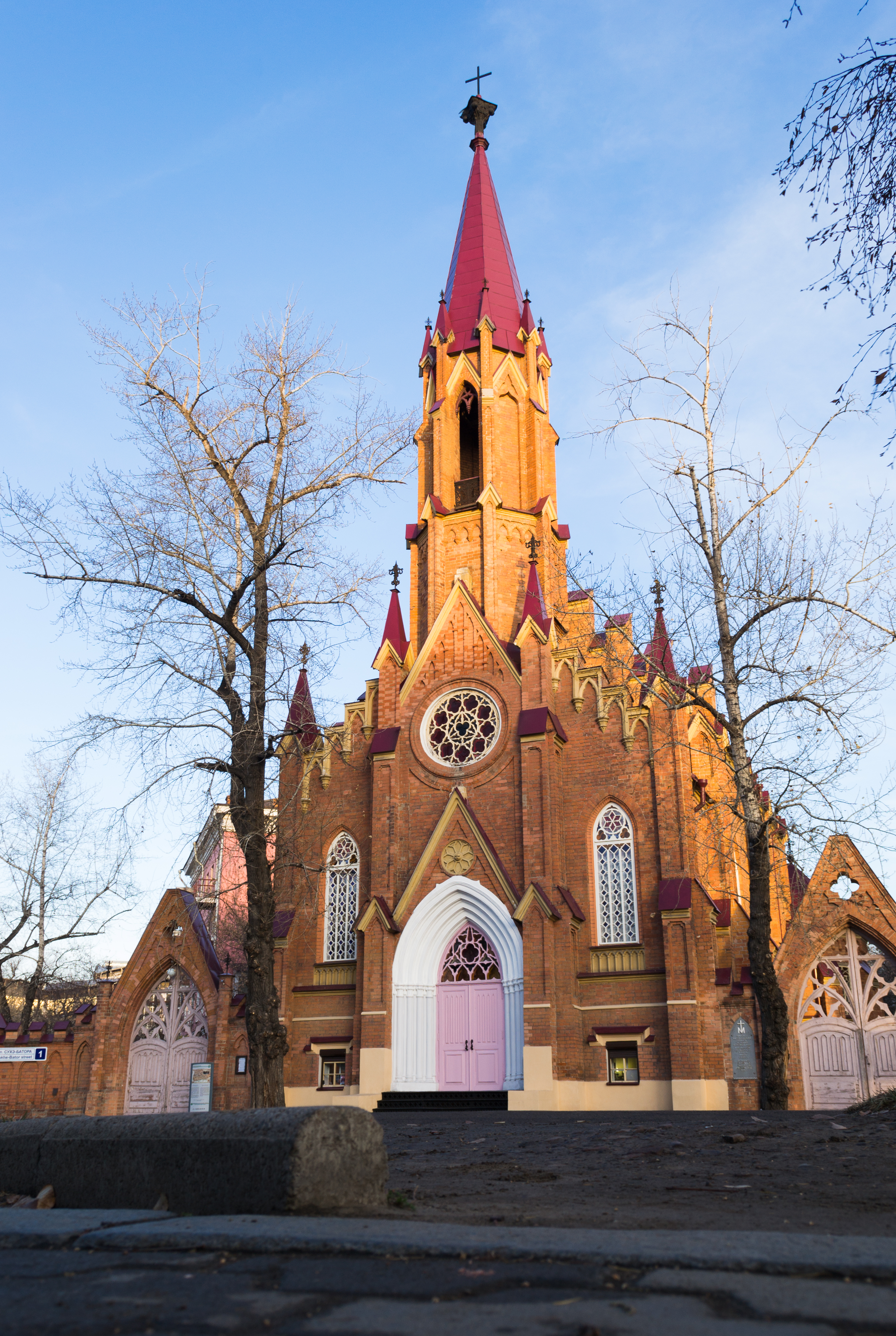
Katolický "Polský kostel"

## Kultura

### Muzea

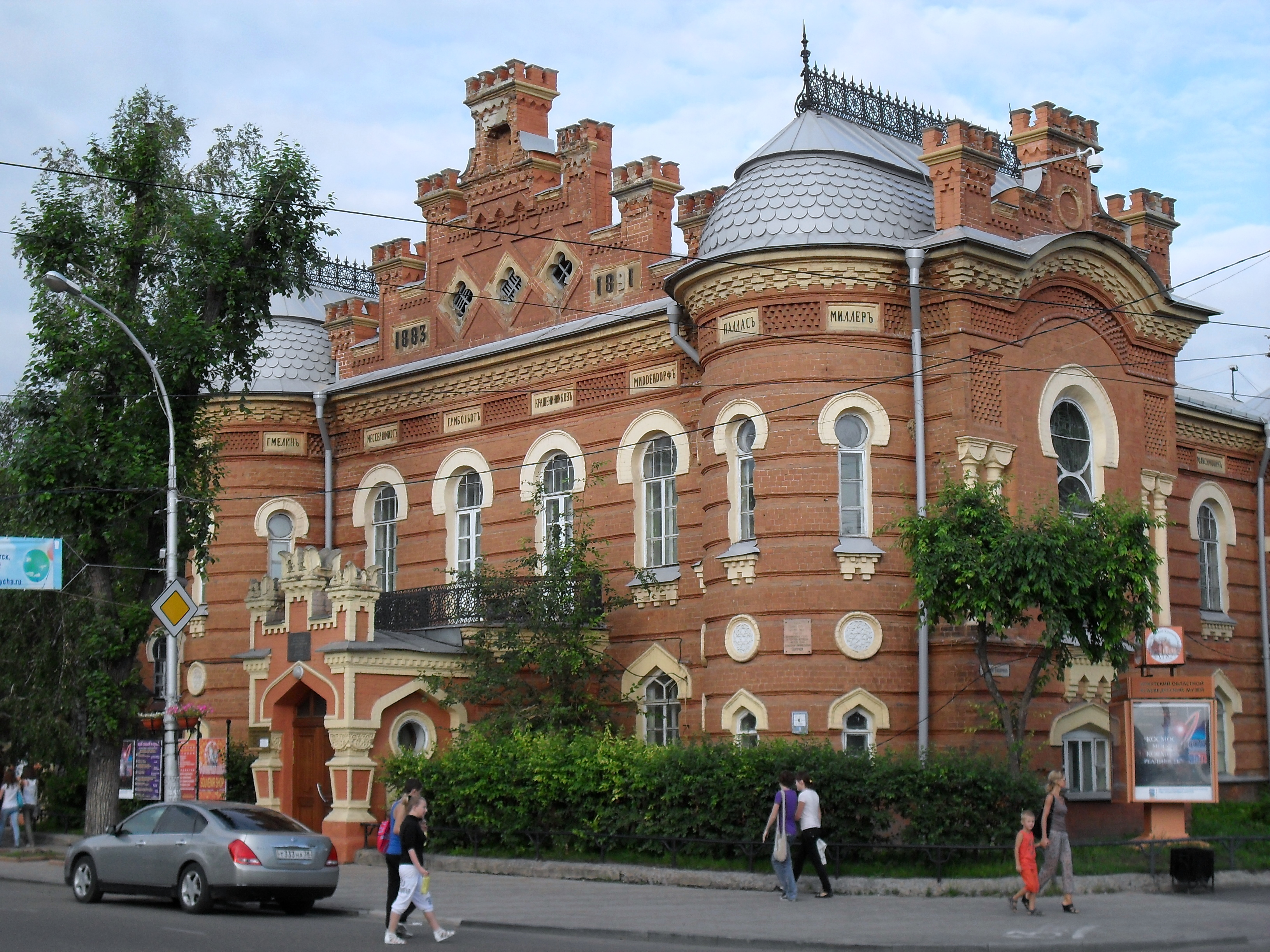
Irkutské oblastní regionální muzeum, budova z roku 1883

- Irkutské oblastní regionální muzeum – založeno 1782
- Irkutské státní umělecké muzeum V. P. Sukačjova
- Muzeum historie města Irkutska
- Irkutské oblastní histiricko-pamětní muzeum děkabristů
- Ledoborec Angara – ledoborec z roku 1900, zakotven na břehu Irkutské přehradní nádrže

### Divadla
- Irkutské akademické dramatické divadlo N. P. Ochlopkova – založeno 1851, historická budova z r. 1897
- Irkutské oblastní divadlo mladého diváka A. Vampilova
- Irkutské oblastní loutkové divadlo Čápátko
- Irkutské oblastní hudební divadlo N. M. Zagurského
- Irkutské divadlo národního dramatu
- Divadlo Piligrimov
- Mládežnické komorní divadlo Sklep

## Školství
V Irkutsku je v provozu 112 předškolních zařízení, 77 základních škol.
Ve městě je v provozu 22 vysokých škol (včetně poboček jiných vysokých škol), roku 2011 se v nich vzdělávalo okolo 120 tisíc lidí.

### Vysoké školy

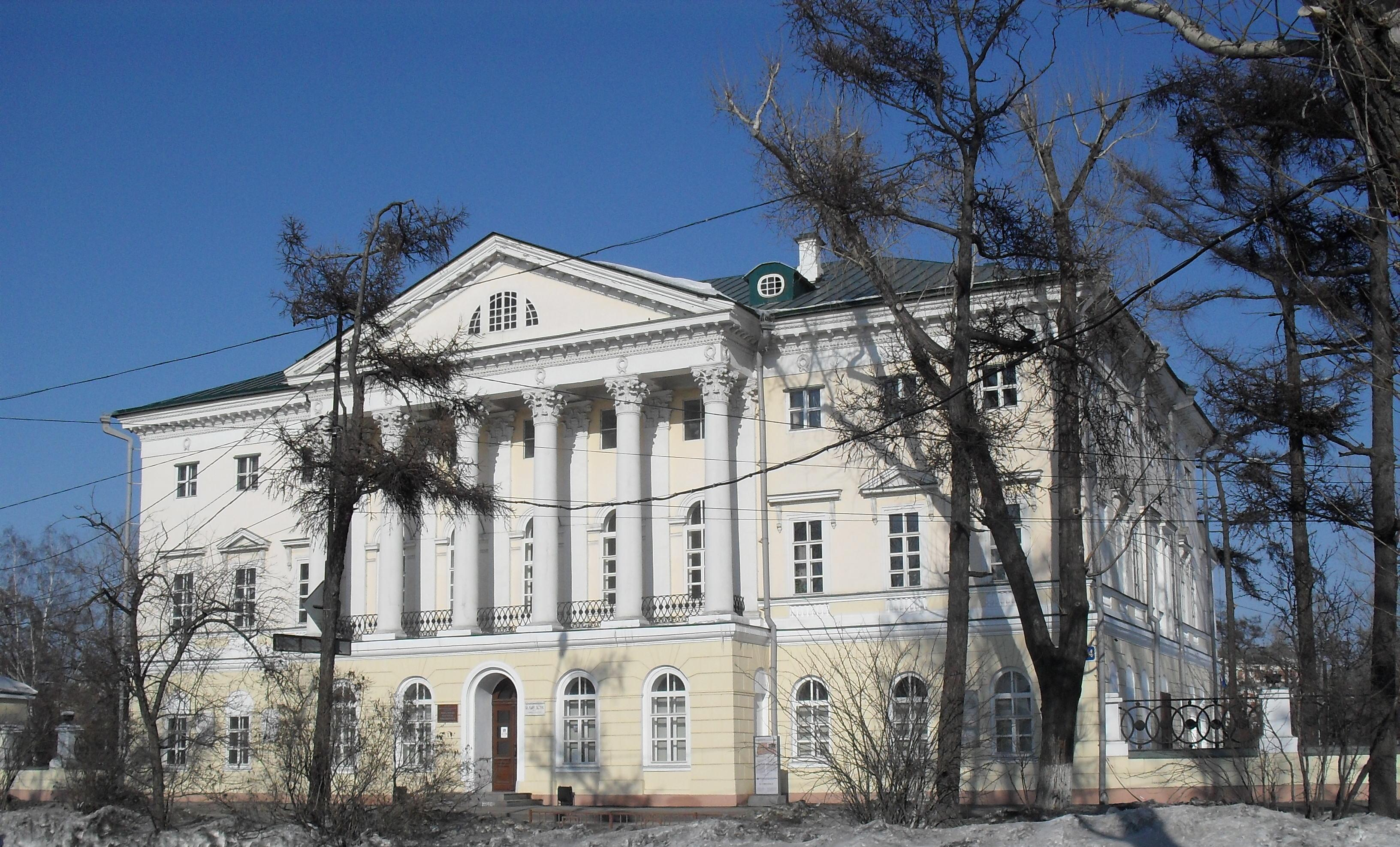
Jedna z budov Irkutské státní univerzity

- Irkutská státní univerzita – založena 1918, 9 fakult, vlastní botanická zahrada, 5 muzeí, přes 800 vyučujících a více než 30 tisíc studentů.
- Irkutská národní výzkumná technická univerzita – založena 1930, status univerzity od roku 1993. 8 fakult, přes 30 tisíc studentů, vychovává mj. letecké specialisty pro společnost Irkut.
- Irkutská státní lékařská univerzita – založena 1919, 8 fakult, přes 4 tisíce studentů.
- Bajkalská státní univerzita – založena 1930, 12 fakult.
- Irkutská státní univerzita dopravních cest – založena 1932, 5 fakult.
- Irkutská státní zemědělská univerzita A. A. Ježevského – založena 1934, 4 fakulty.

## Ekonomika

### Významné podniky

Irkutský letecký závod společnosti Irkut

- Irkut – společnost zabývající se vývojem a výrobou letadel, spadající do koncernu Sjednocená letecká korporace. Součástí Irkutu je i Irkutský letecký závod, kde se vyrábí vojenská letadla Suchoj Su-30, Jakovlev Jak-130 a civilní dopravní letadlo Irkut MS-21.
- Irkutský závod těžkého strojírenství – vyrábí zařízení pro těžbu zlata, úpravu hornin a metalurgii.
- Východosibiřské železnice
- Irkutskenergo – místní elektrárenská společnost
- Vostsibugol – těžba uhlí

V roce 2007 pracovalo téměř 80 % obyvatel v sektoru služeb.

### Doprava

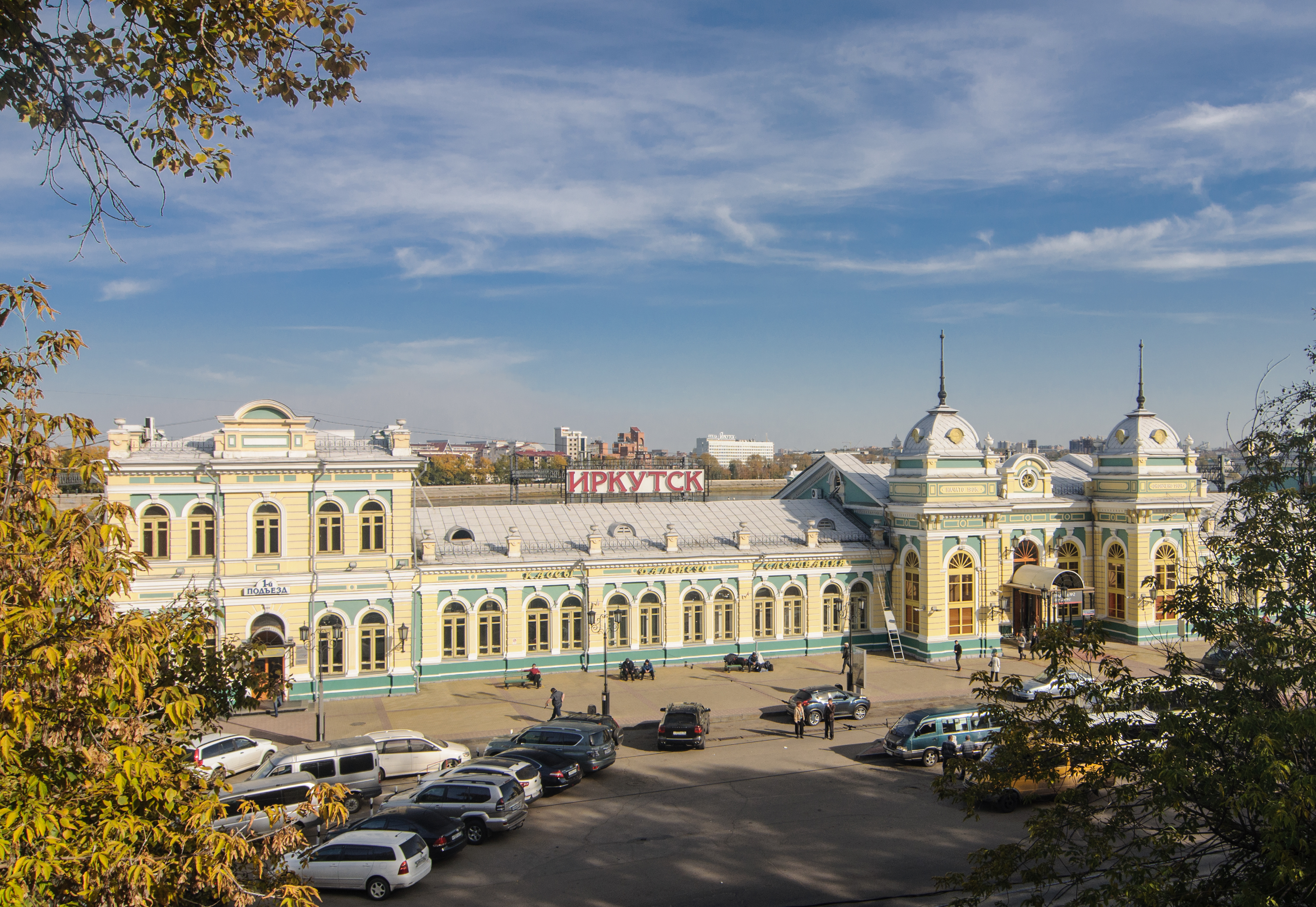
Nádraží v Irkutsku, jedna z největších stanic Transsibiřské magistrály

V Irkutsku končí federální dálnice R255 Sibiř a zároveň na ni navazuje federální dálnice R258 Bajkal, v roce 2010 byl otevřen dálniční obchvat města.
Irkutsk je důležitou stanicí Transsibiřské magistrály. Jsou zde dvě stanice pro osobní dopravu: Irkutsk-Passažirskij (Иркутск-Пассажирский) s krásnou historickou budovou z roku 1907 a Irkutsk-Sortirovočnyj (Иркутск-Сортировочный). Vyjíždí odtud také turistické vlaky na Krugobajkalskou železnici, byť dnes kvůli Irkutské přehradní nádrži nemohou jezdit vlaky přímo podél Angary (trať je zatopena), ale objížďkou přes Sljuďanku do stanice Port Bajkal.
Letiště v Irkutsku funguje od roku 1925, od roku 1954 má status mezinárodního letiště. Létají sem pravidelné linky především z Ruska, ale i Číny, Mongolska a některých zemí bývalého SSSR. Právě přes toto letiště často proudí turisté k Bajkalu. V roce 2014 letiště použilo více než 1,7 milionů cestujících. Své sídlo zde mají aerolinky IrAero a Angara. Ve městě existuje též výzkumné letiště Irkutsk-2, které patří k Irkutskému leteckému závodu.
V samotném městě je v provozu 98 linek autobusů, 11 linek trolejbusů a 7 tramvajových linek.

## Slavní rodáci
- Michail Leonťjevič Mil (1909–1970), sovětský inženýr, letecký konstruktér, zakladatel vrtulníkového závodu nedaleko Moskvy[8]
- Boris Volynov (* 1934), sovětský letec a kosmonaut[9]
- Rudolf Nurejev (1938–1993), sovětský baletní tanečník a choreograf[10]
- Anatolij Ivanišin (* 1969), ruský vojenský pilot a kosmonaut[11]
- Dmitrij Kondraťjev (* 1969), ruský vojenský pilot a kosmonaut[12]
- Alexander Shonert (* 1972), ruský houslista a hudební pedagog židovského původu od roku 1999 žijící v Česku[13]
- Alexandr Averbuch (* 1974), bývalý ruský atlet, skokan o tyči, od roku 1999 reprezentující Izrael[14]
- Denis Macujev (* 1975), ruský klavírista[15]
- Roman Zobnin (* 1994), ruský profesionální fotbalista[16]

## Partnerská města
- Ulánbátar, Mongolsko
- Šen-jang, Čína
- Kanazawa, Japonsko
- Eugene, Spojené státy americké
- Novi Sad, Srbsko
- Pforzheim, Německo
- Evian, Francie
- Strömsund, Švédsko
- Pordenone, Itálie
- Grenoble, Francie
- Dijon, Francie
- Karlovy Vary, Česko